# Музей Франса Галса
Музей Франса Галса (нід. Frans Hals Museum) — відділ музею з картинами нідерландських майстрів XVI-XVII ст. в місті Гарлем, Нідерланди. Назва «Музей Франса Галса» досить неточна, бо музейний заклад не є меморіальним музеєм відомого нідерландського художника Франса Галса, а є музеєм його попередників, його сучасників, має також колекцію релігійного живопису. Музей має другу назву - Музей золотого століття голландського живопису, але відповіднішою була б назва «Музей (імені) Франса Галса», що ліпше позначає його сутність.

## Прихисток для убогих

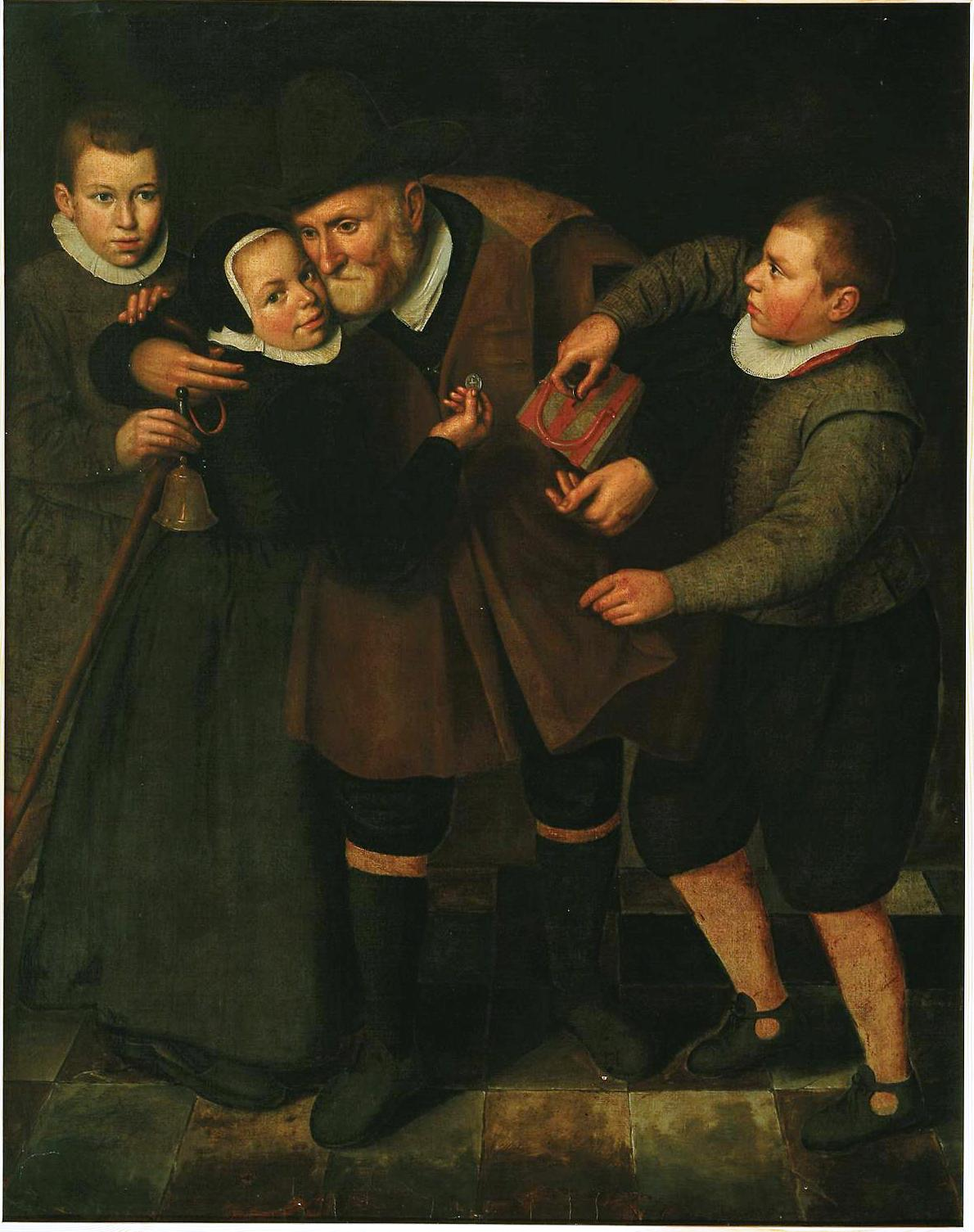
Корнеліс Енгельз. «Старець дякує дівчині за подану милостиню». Музей Франса Галса.

Заклад починався як добродійний прихисток для убогих (нід. Oudemannenhuis), заснований у 1609 році. Право мешкати в ньому мали лише громадяни міста Гарлем. Кожний з них мав бути не молодшим від 60 років, самотнім і переселявся у прихисток з власним майном, серед якого мало були : ліжко, три ковдри, нічна ваза, нічні ковпаки, шість речей з одягу.
Удень мешканці прихистку йшли до міста та просили милостиню. Про це нагадує й скульптурка старого з посудиною для милостині в теперішньому музеї, і картина Корнеліса Енгелса.
Споруда прихистка — низка маленьких будиночків-помешкань, побудованих тісно впритул одне до одного навколо внутрішнього дворика позаду від міської ратуші. Кожний маленький будиночок мав двох мешканців-старців. На ніч браму прихистку зачиняли. Прихистком правили п'ять регентів. Їх груповий портрет створив Франс Галс і він теж зберігається в музеї.
У 1810 році приміщення використовували як прихисток для сиріт. У 1913 році будівлі передані під музей.

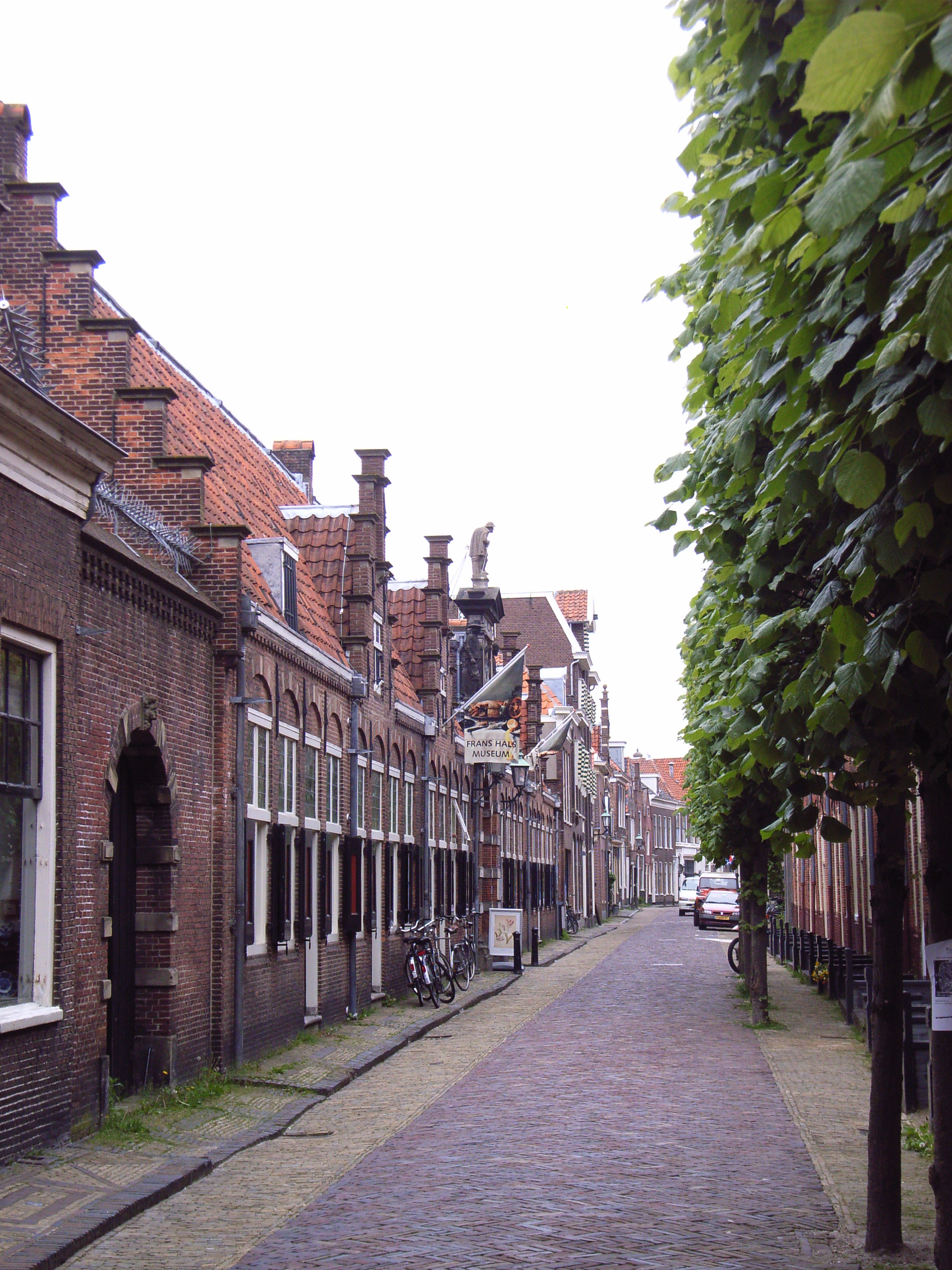
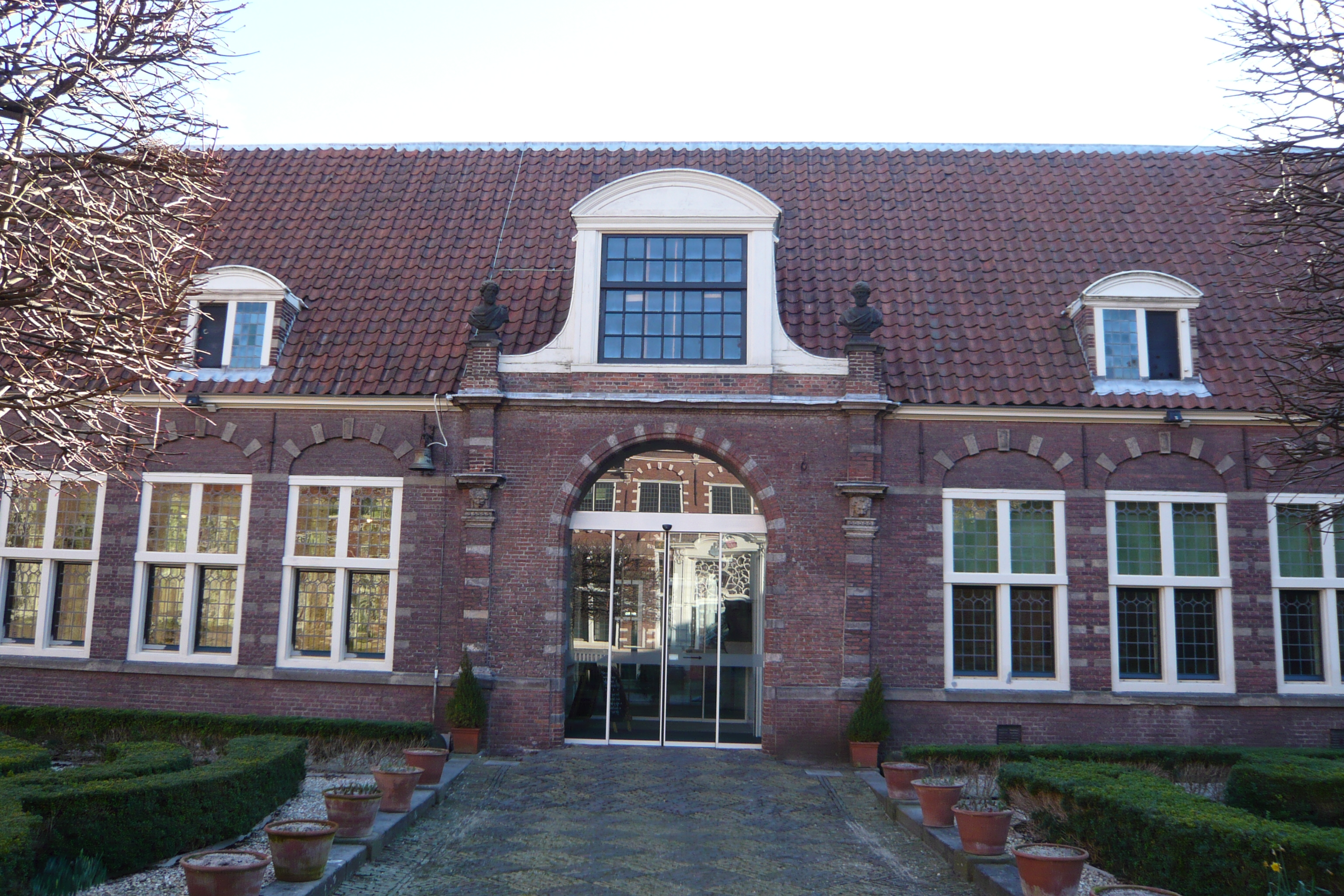
Внутрішній дворик, садочок і головна брама
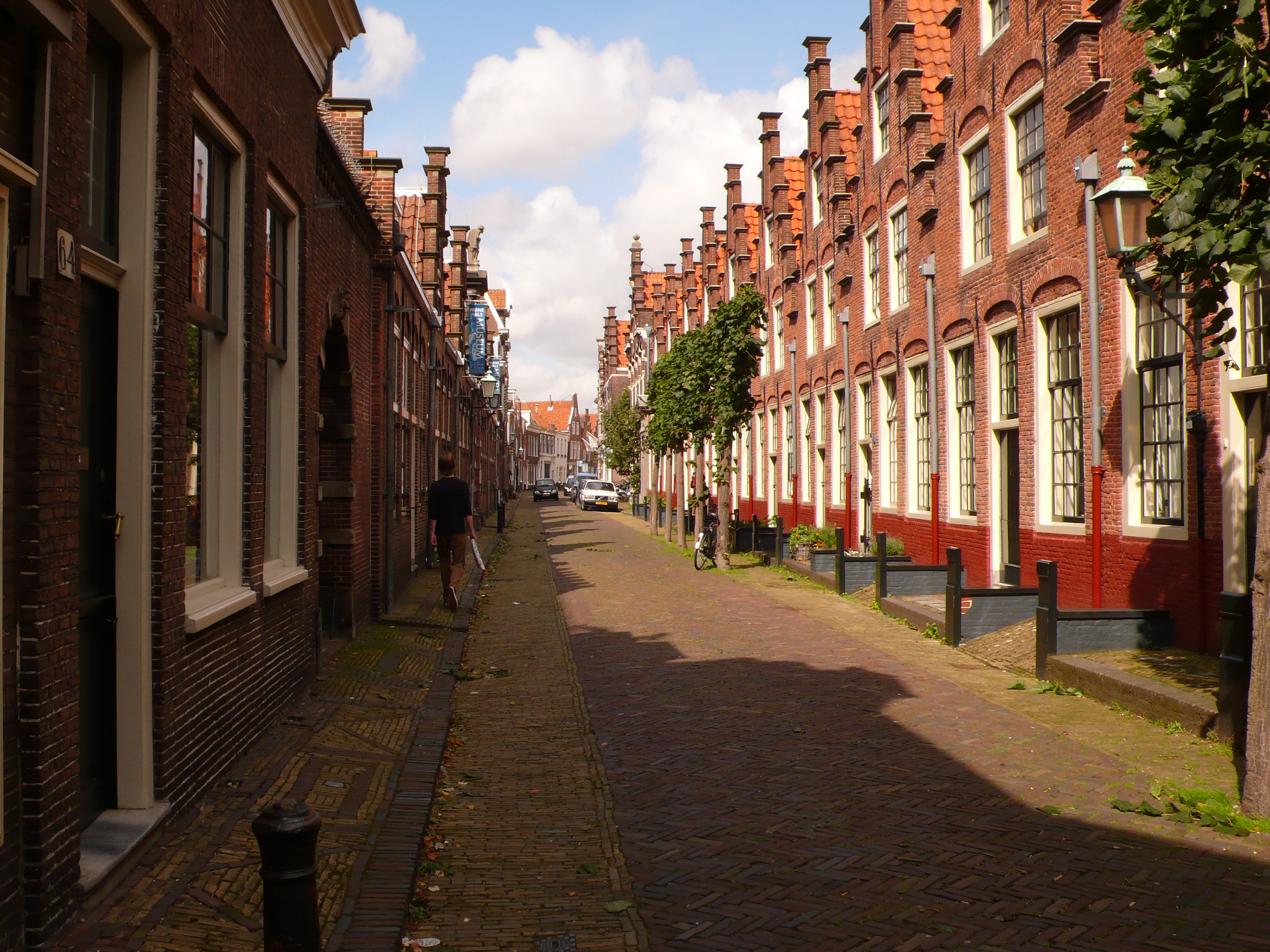
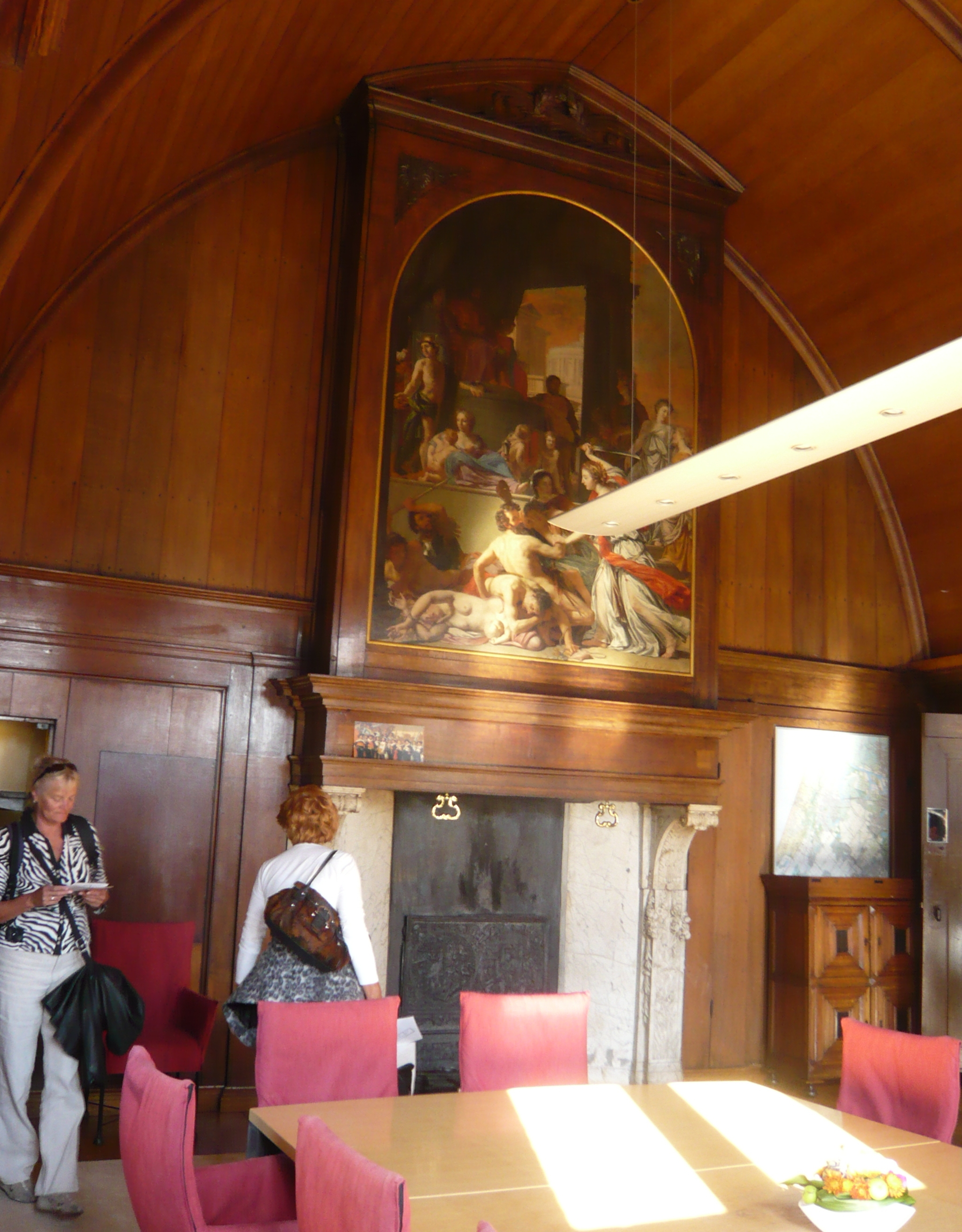
Адріан Баккер. «Алегорія Юстиції».

## Формування колекцій

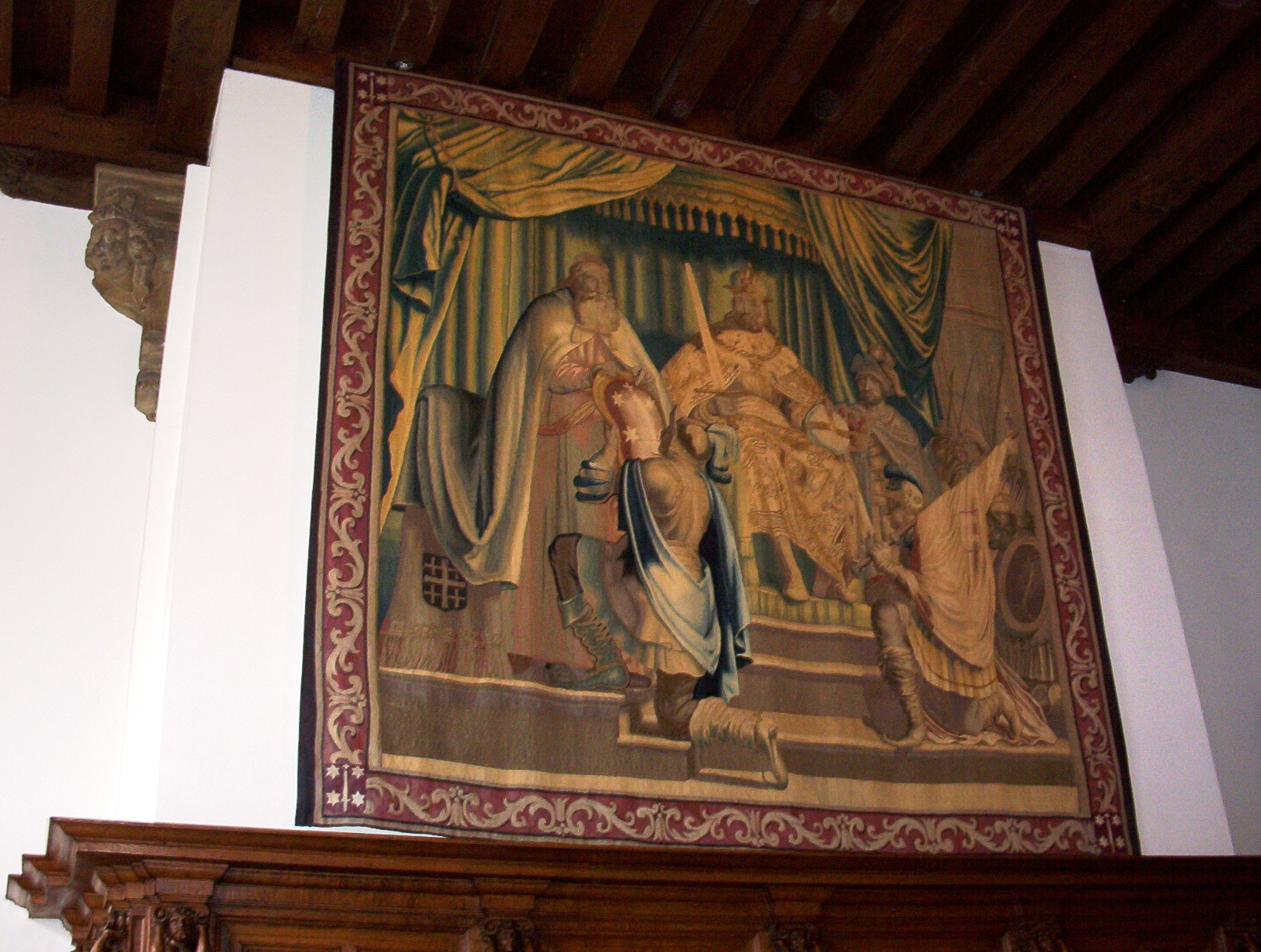
Аррас «Герб міста Гарлема» за картоном художника Пітера де Греббера

За рік відліку створення колекцій беруть 1581, бо саме після початку реформації в Нідерландах розпочата конфіскація картин релігійного характеру з колишніх католицьких храмів міста. Храми переходили до протестантських громад, що не визнавали релігійних зображень, вважаючи їх ідолослужінням. Частка картин з ліквідованих католицьких монастирів і церков стала майном муніципалітету. Так, до 1625 року в ратуші вже були картини Корнеліса ван Гарлема, Яна ван Скореля.
У 1862 році в місті Гарлем відчинив свої двері так званий Міський музей. Для нього передали історичну будівлю ратуші. Первісна колекція живопису музею нараховувала сто двадцять три  картини. Колекція невпинно зростала за рахунок заповітів. У збірці були як твори самого Франса Галса, його попередників і сучасників, так і твори митців з інших країн, нехай і небагато (Міхель Свертс, Клод Моне, Макс Либерман, Вістлер та інші).
У 1875 році збільшенням музейних збірок почала опікуватись новостворена «Асоціація по збільшенню творів мистецтва та старожитностей». Колекція зросла настільки, що постало питання про окреме приміщення для неї.
У 1913 році колекцію розмістили в приміщеннях колишнього прихистку для убогих. Музейна колекція постійно зростає за рахунок нових заповітів, дарунків і нових придбань закупівельної комісії, бо заклад має постійну підтримку друзів музею Франса Галса та інших громадських об'єднань.

## Умовність «золотого століття»

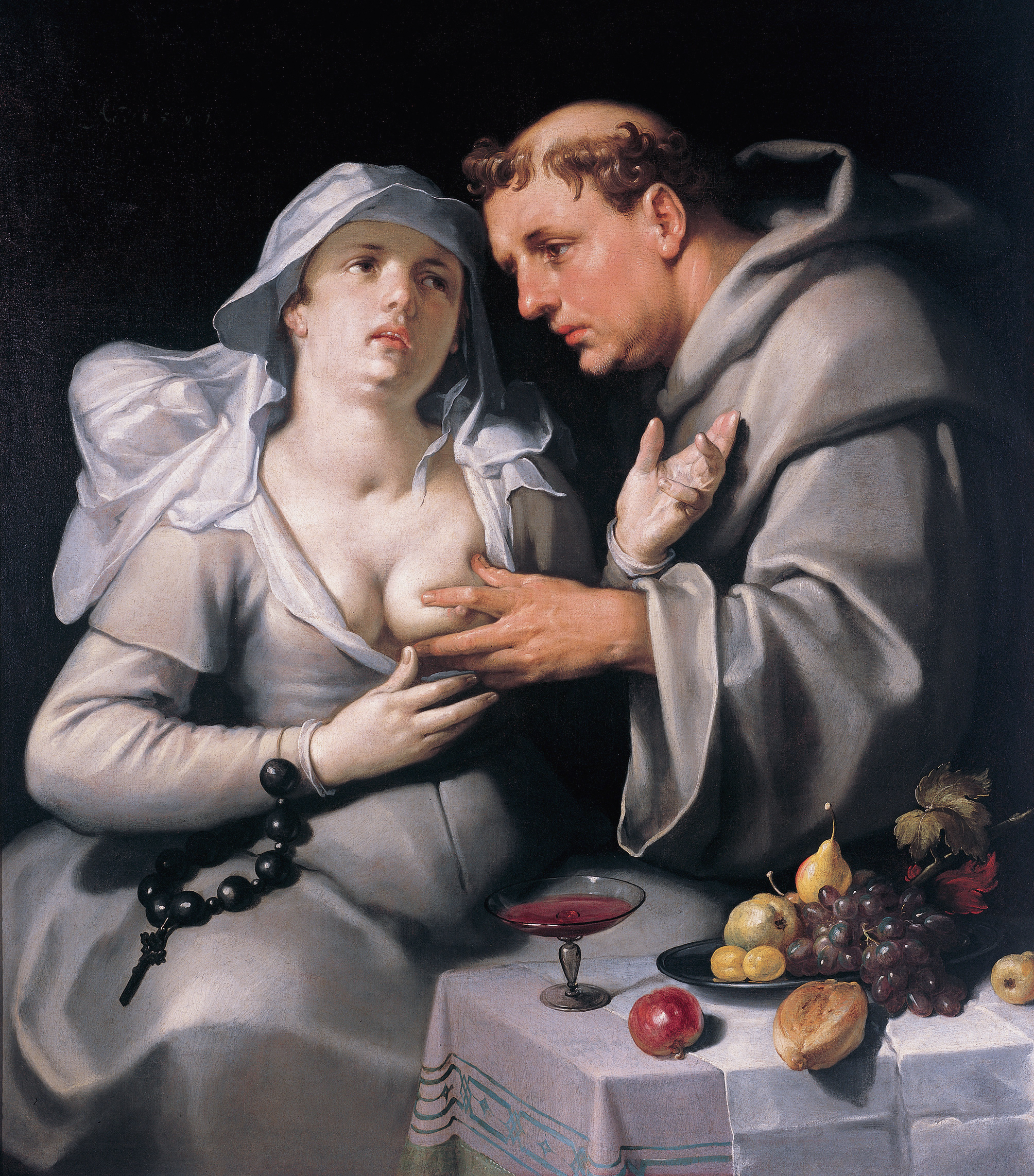
Корнеліс ван Гарлем. «Католицькі чернець і черниця», 1590 рік

Умовність «золотого століття» добре відчутна навіть зараз, коли приміщення вичищені, прибрані, насаджені деревця. Відверто безжально було колись, бо «золота» епоха знала непримиренні ідейні суперечки, викривання недоліків католицької церкви, нищення релігійних образів, трагічні наслідки дикого капіталізму в Голландії 17 століття, самогубства зайвих людей, початок еміграції з країни в голландські колонії Азії та Північної Америки. Серед самогубців того часу - художник Еммануель де Вітте. Серед голландських емігрантів була і дочка Рембрандта - Корнелія.
Про непримиренність позицій католиків і протестантів того часу свідчить і незвичний для нас твір музею Франса Галса - картина художника Корнеліса ван Гарлема «Католицькі чернець і черниця». Для нас на перший план вийшла сміливість еротичної сцени 1590 року створення, для сучасників - це перш за все осуд розкошів і гріховності католицької церкви, що забула про важливіші заповіти первісного християнства. Усі важливіші заповіти і настанови первісного християнства і намагалися повернути в реальне життя протестанти Голландії як в країні, так і в її колоніях.

## Скарби мистецтва музейного закладу

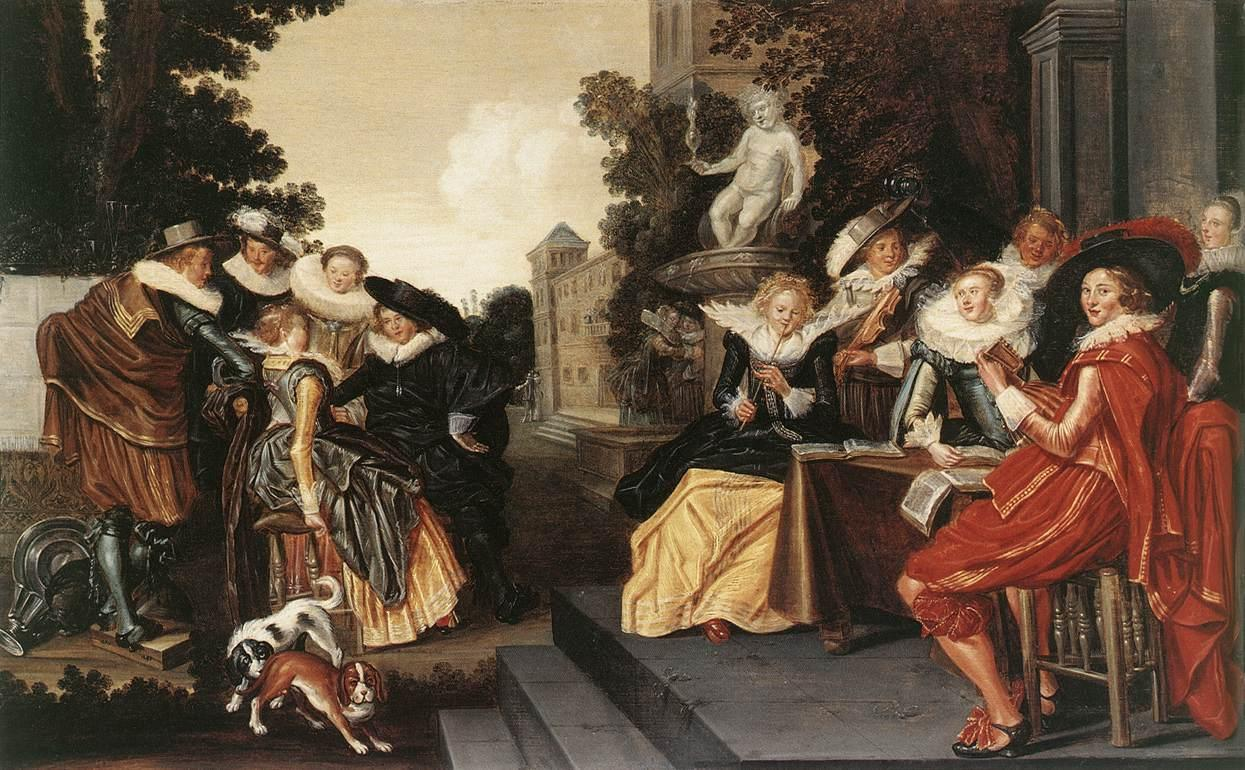
Дірк Галс. «Вечірка на терасі». 1620 р.

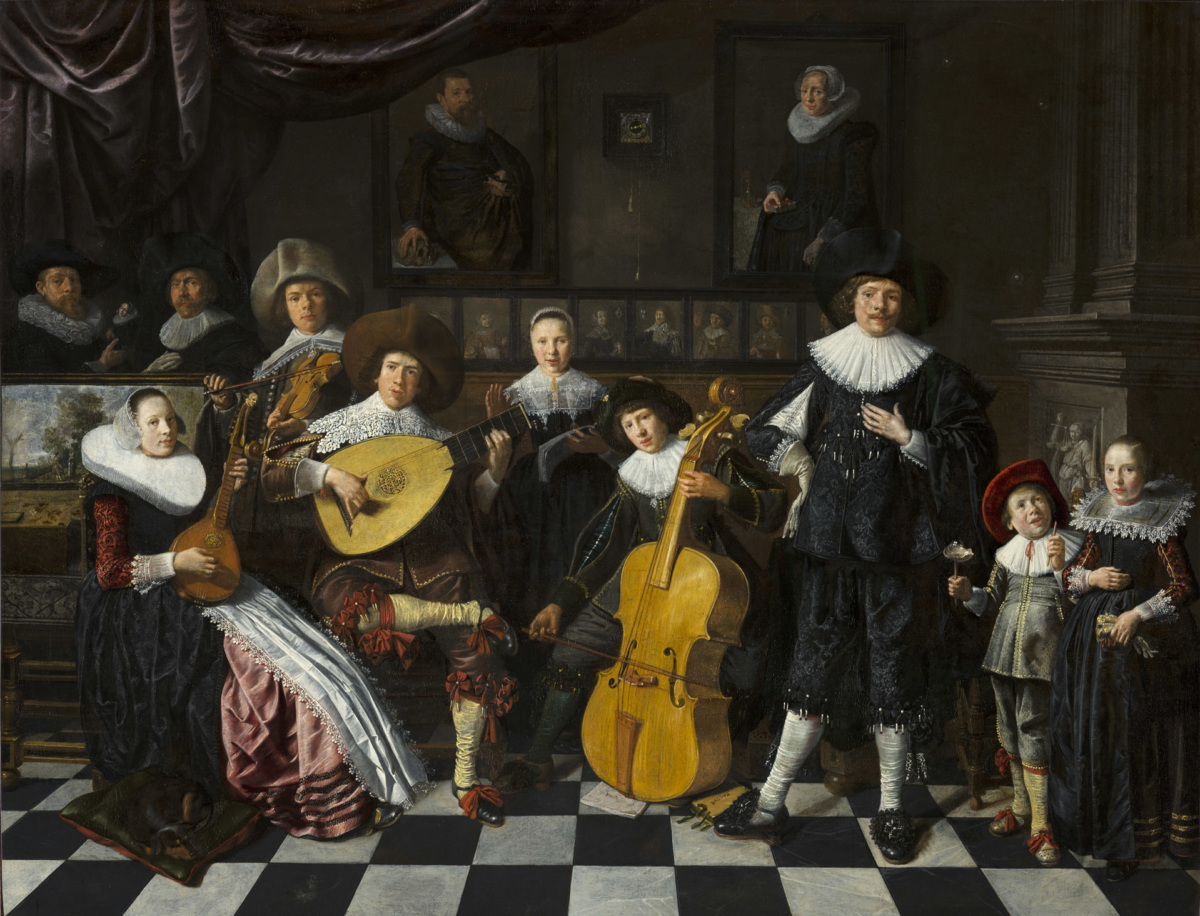
Ян Моленар. «Концерт в шляхетній родині», 1635 р.

Музейна колекція розділена на дві великі частини 
- Музей (імені) Франса Галса
- Музей творів 19-20 століть на Гроте-Маркт.

Для прихильників мистецтва Нідерландів 16 -18 століть найбільшу зацікавленість викликають саме мистецькі колекції музею (імені) Франса Галса - архітектура, меблі, живопис багатьох нідерландських художників, серед яких - 
- Ян ван Скорель (Jan van Scorel, 1495–1562)
- Мартен ван Гемскерк (Maarten van Heemskerck, 1498–1574)
- Карел ван Мандер (Karel van Mander, 1548–1606)
- Гендрік Гольціус (Hendrick Goltzius, 1558–1617)
- Корнеліс ван Харлем (Cornelis van Haarlem, 1562–1638)
- Гендрік Корнеліс Вром (Hendrick Cornelisz. Vroom, 1566–1640)
- Флоріс ван Дейк (Floris van Dyck, 1575–1651)
- Корнеліс Клас ван Вірінґен (Cornelis Claesz. van Wieringen, 1580–1633)
- Франс Галс (Frans Hals, 1582/1585–1666)
- Дірк Галс (Dirck Hals, 1591–1656)
- Віллем Клас Геда (Willem Claeszoon Heda, 1594–1680)
- Ніколас Берхем (Ніколас Пітерс Берхем, Nicolaes Pietersz Berchem, 1620–1683)
- Пітер Клас (Pieter Claesz, 1597–1660)
- Йоханес Верспронк (Johannes Verspronck, 1597–1662)
- Саломон де Брай (Salomon de Bray, 1597–1664)
- Пітер Санредам (Pieter Saenredam, 1597–1665)
- Саломон ван Рейсдал (Salomon van Ruysdael, 1600–1670)
- Адріан Брауер (Adriaen Brouwer, 1605–1638)
- Юдит Лейстер (Judith Leyster, 1609–1660)
- Ян Мінзе Моленар (Jan Miense Molenaer, 1610–1668)
- Бартоломеус ван дер Гелст (Bartholomeus van der Helst, 1613–1670)
- Ян Стен (Jan Steen, 1625–1679)
- Ян де Брай (Jan de Bray, 1627–1697)
- Якоб ван Рейсдаль (Jacob van Ruisdael, 1628–1682)
- Герріт Адріансен Беркгейде (Gerrit Adriaenszoon Berckheyde, 1638–1698)
- Абрахам ван Беєрен (Abraham Hendriksz van Beyeren, 1621–1690)
- Пітер де Греббер (Pieter de Grebber, 1600–1653) та інші.

## Галерея

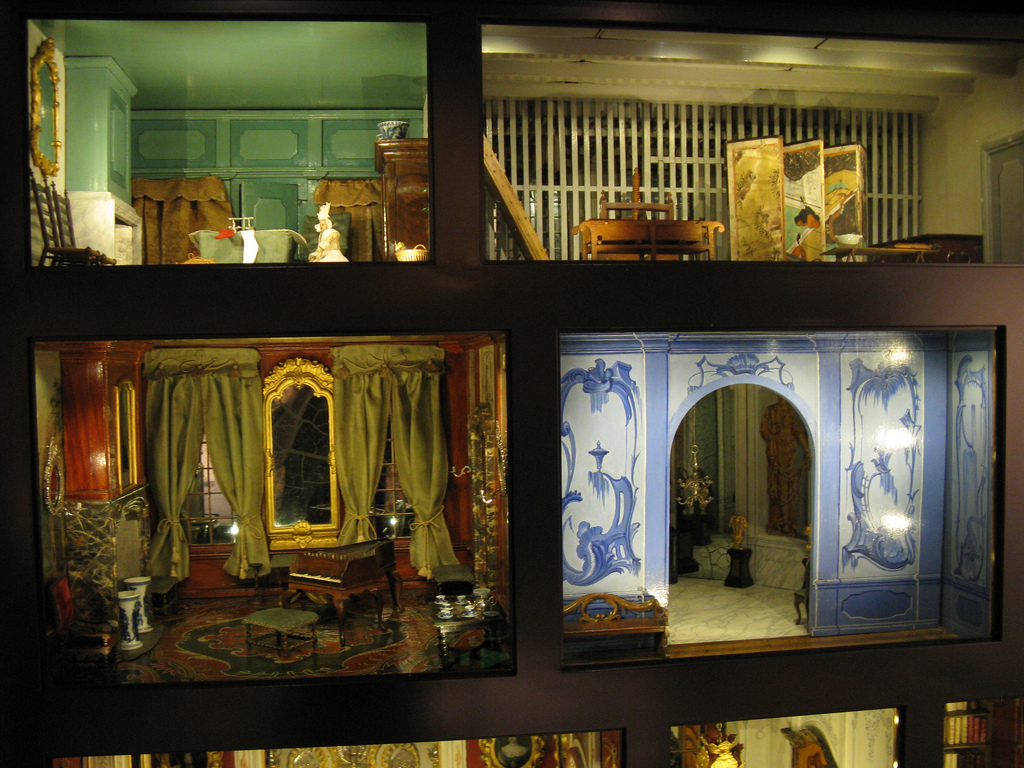

Музей Франса Галса має в музейних збірках не тільки живопис уславлених чи другорядних митців. Має збірка і незвичні раритети. Серед них - лялькові будиночки майстрині 17 століття Корнелії ван дер Гон. Корнелія - донька голландського архітектора Адріана Дортсмана (бл. 1636–1682), відомого тим, що створив незвичну за формою лютеранську кірху в місті Амстердам. Корнелія не мала можливості отримати художню освіту - при наявності художніх здібностей дизайнера. З багатою спадкоємицею Адріана Дортсмана узяв шлюб художник Давид ван дер Плас, що не заважав дружині в творчості. Маючи дозвілля, вона зосередилась на створенні лялькових будиночків, де найцікавішими були її розробки мініатюрних інтер'єрів. Корнелія старанно відтворювала в мініатюрах паркети в кімнатках, спальні з балдахінами, каміни і дзеркала в золочених рамах, мініатюрні меблі і навіть мініатюрні музичні інструменти. До створення мініатюрних картин залучився пейзажист Ян Вейнантс. Дружині допомагав чоловік-художник, що зробило іграшкові будиночни - справжніми творами мистецтва. По смерти Корнелії ван дер Гон у 1701 році іграшкові будиночни 17 століття були продані на аукціоні. Збережену частку творів майстрини експонує і музей Франса Галса.

## Релігійні твори

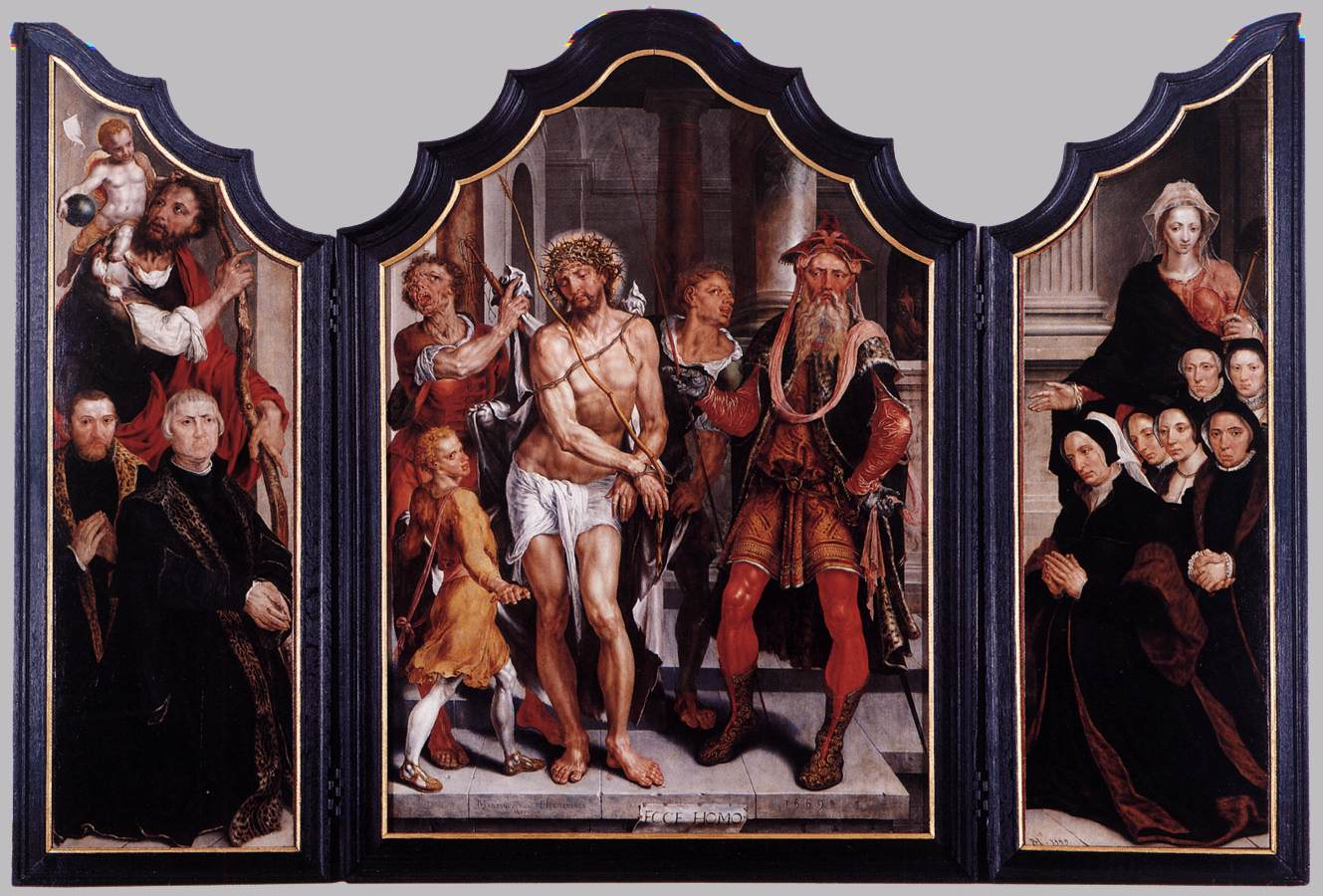
Мартен ван Гемскерк. Триптих «Христос перед натовпом», 1559 р.
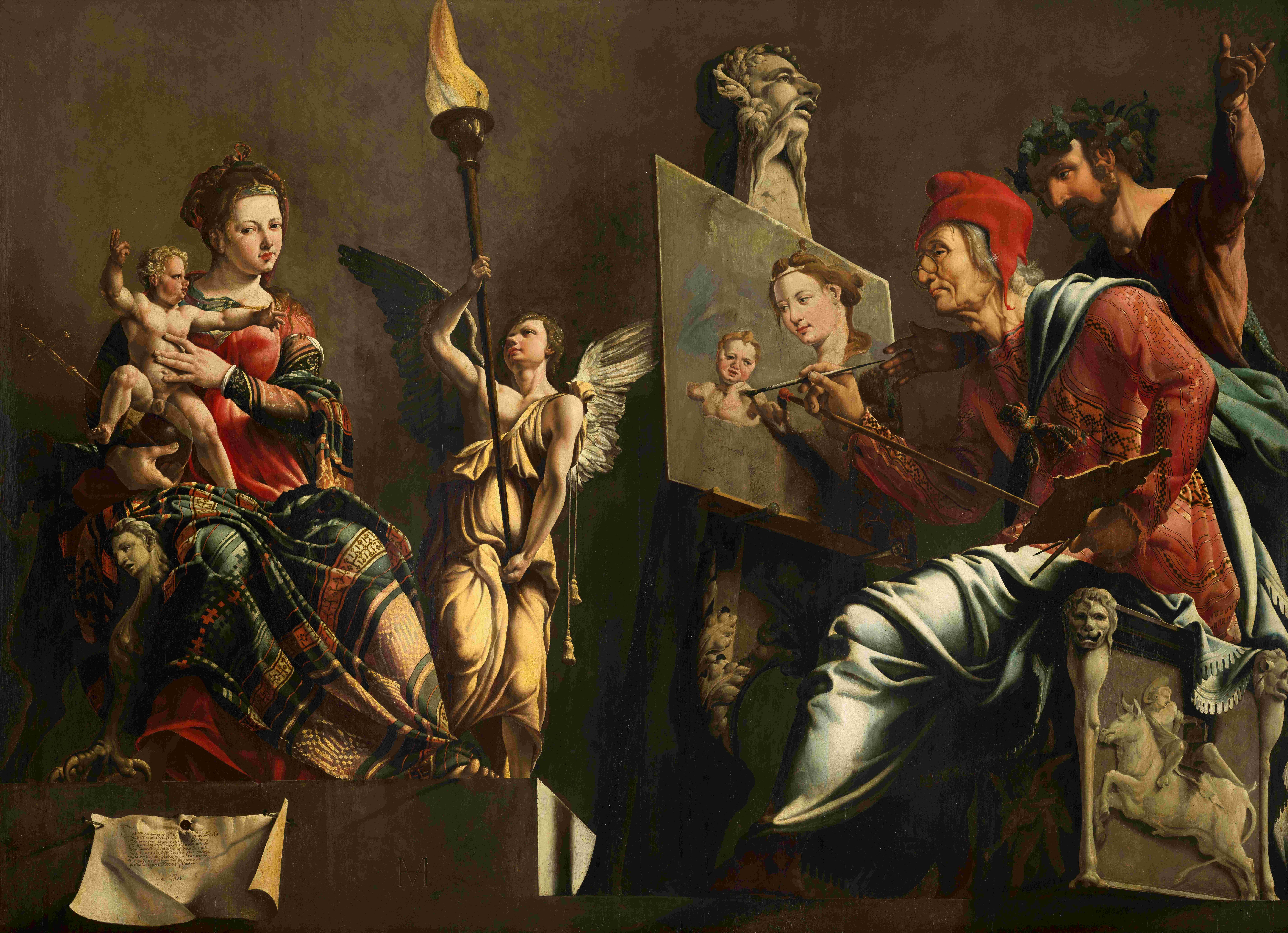
Мартен ван Гемскерк. «Св. Лука малює Богородицю».
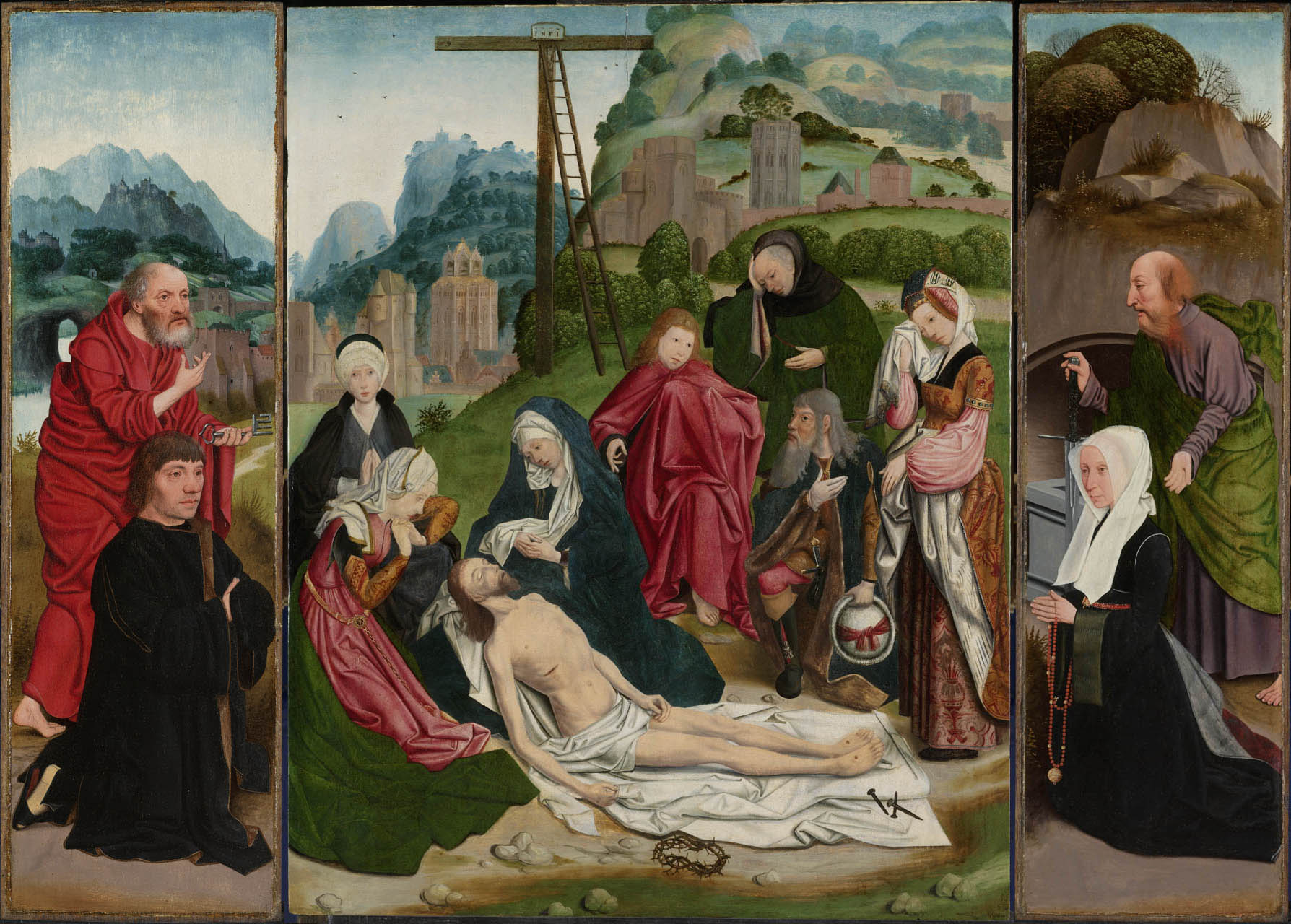
Герріт тот Сінт Янс. «Голгофа»

## Портрети відродження, маньєризму, реалізму

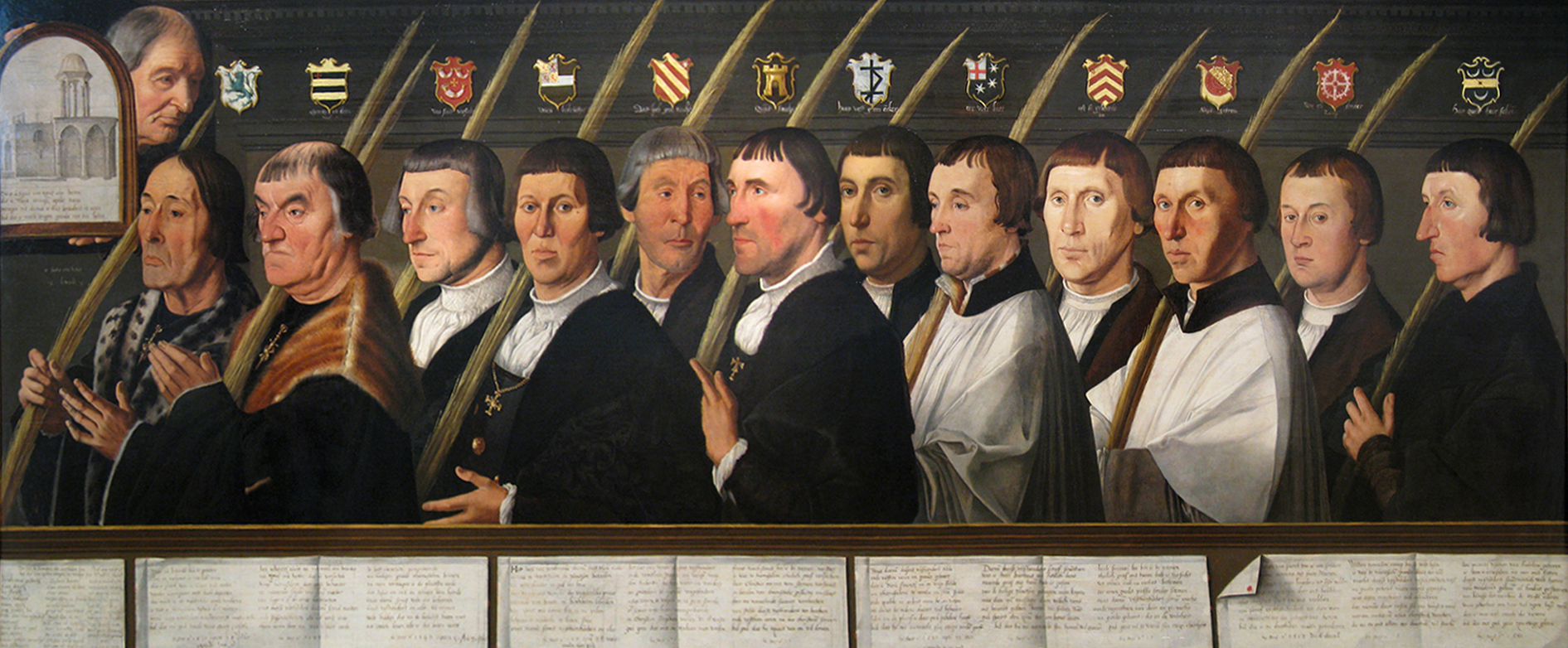
Ян ван Скорель. «Гарлемське братство паломників, що відвідали Єрусалим», до 1530 р.

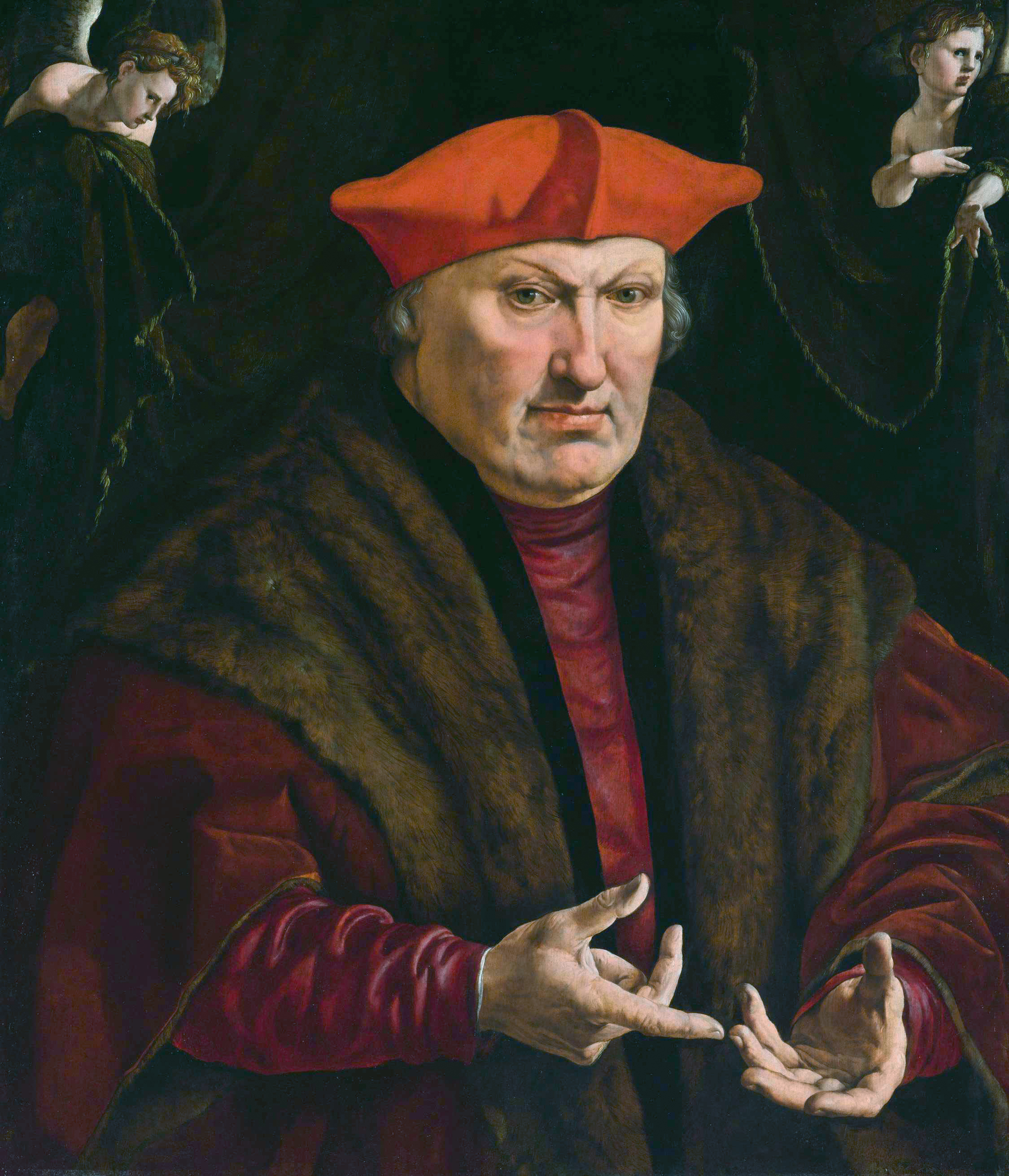
Ян Корнеліс Вермеєн. «Герард де ла Марк»
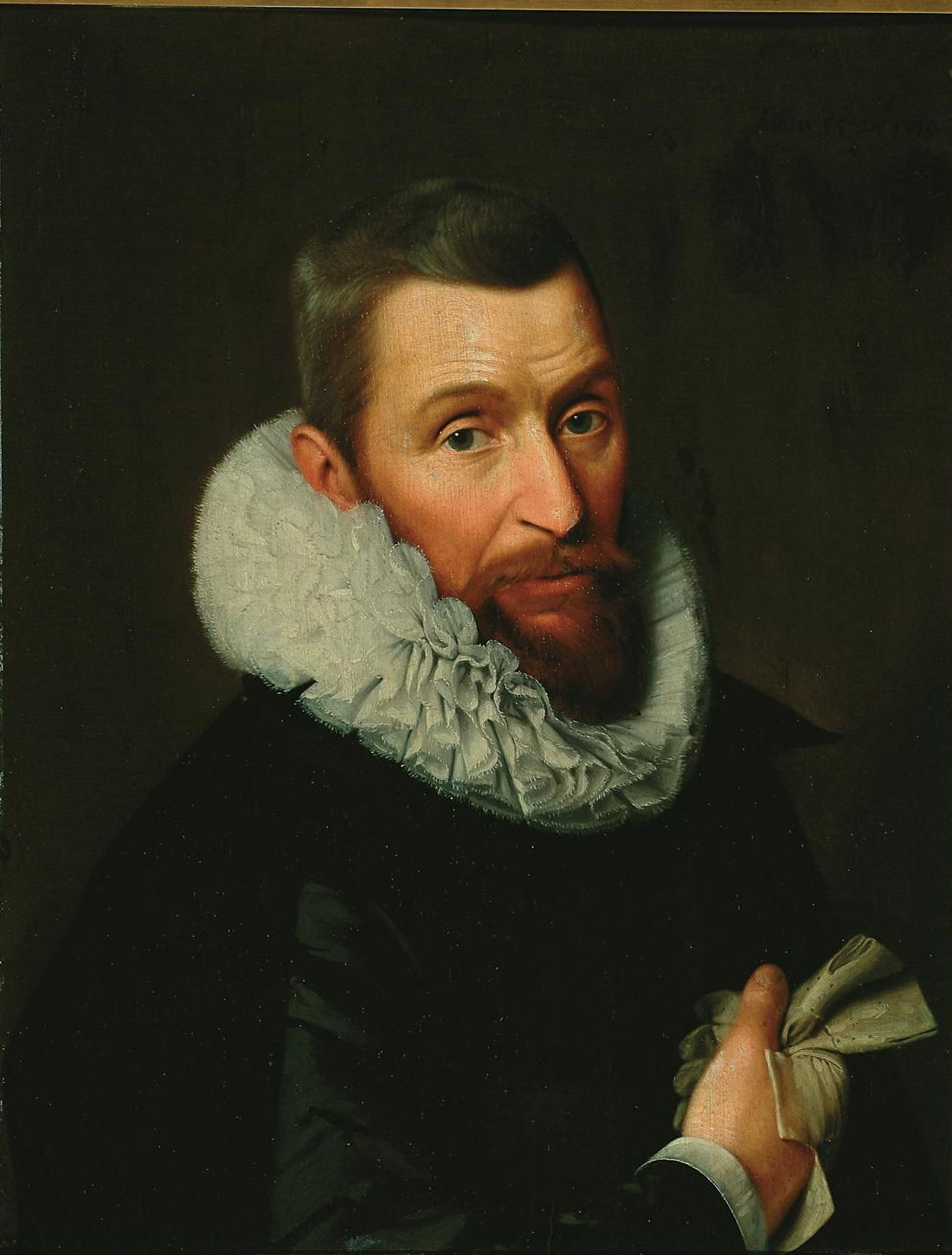
Корнеліс Енгельз. «Флоріс ван Схотерборх», 1618 р.
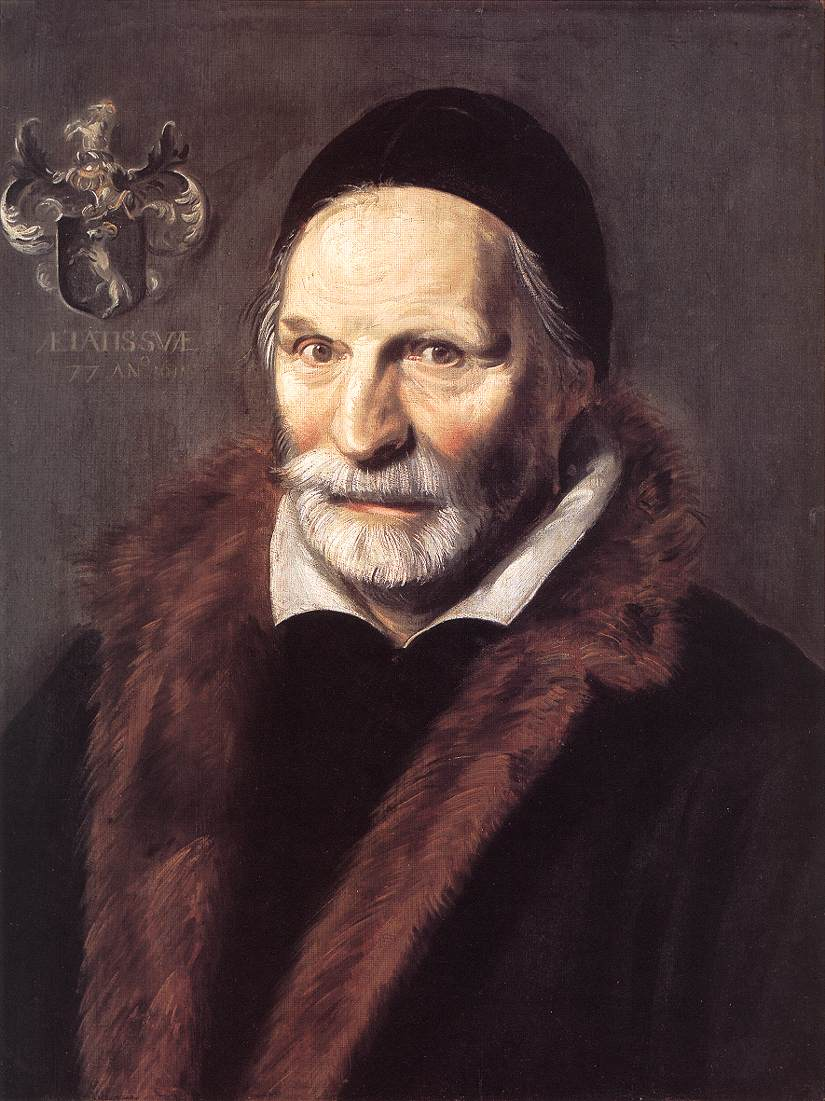
Франс Галс. «Якоб Заффіус», 1611 р.
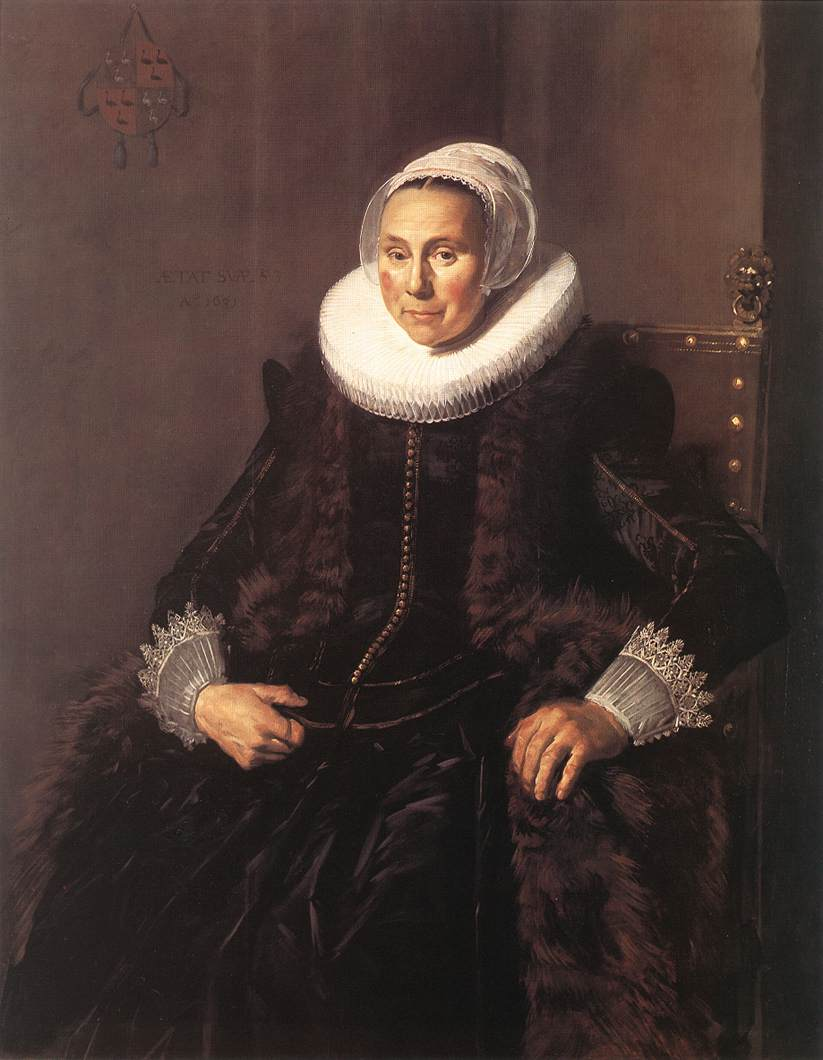
Франс Галс. «Корнелія Вогт», 1631 р.
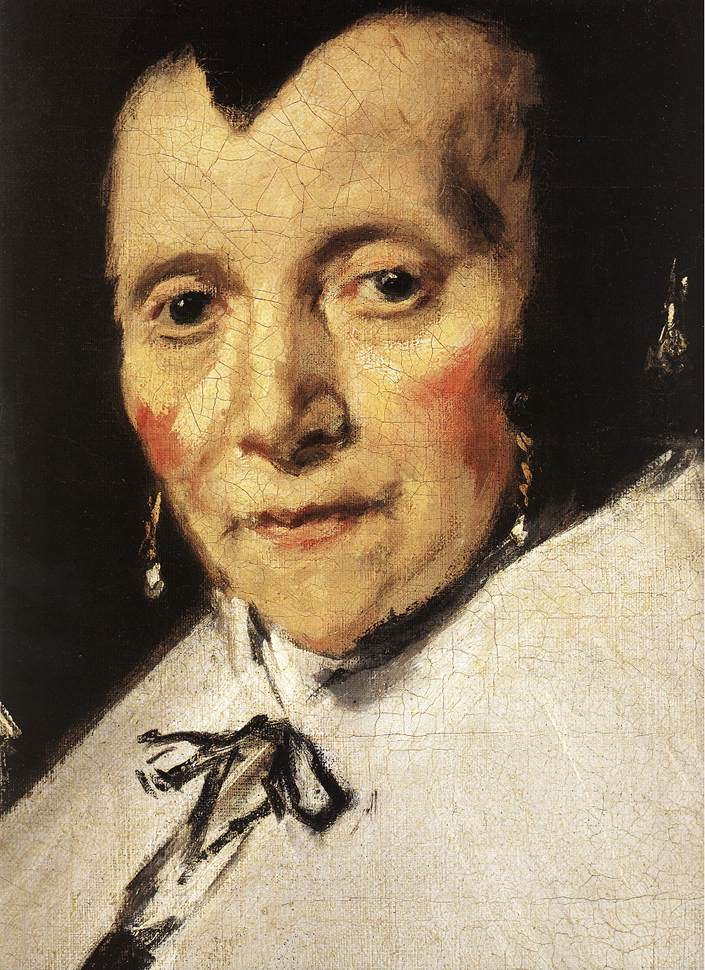
Франс Галс. «Регентка прихистку для старих», фрагмент
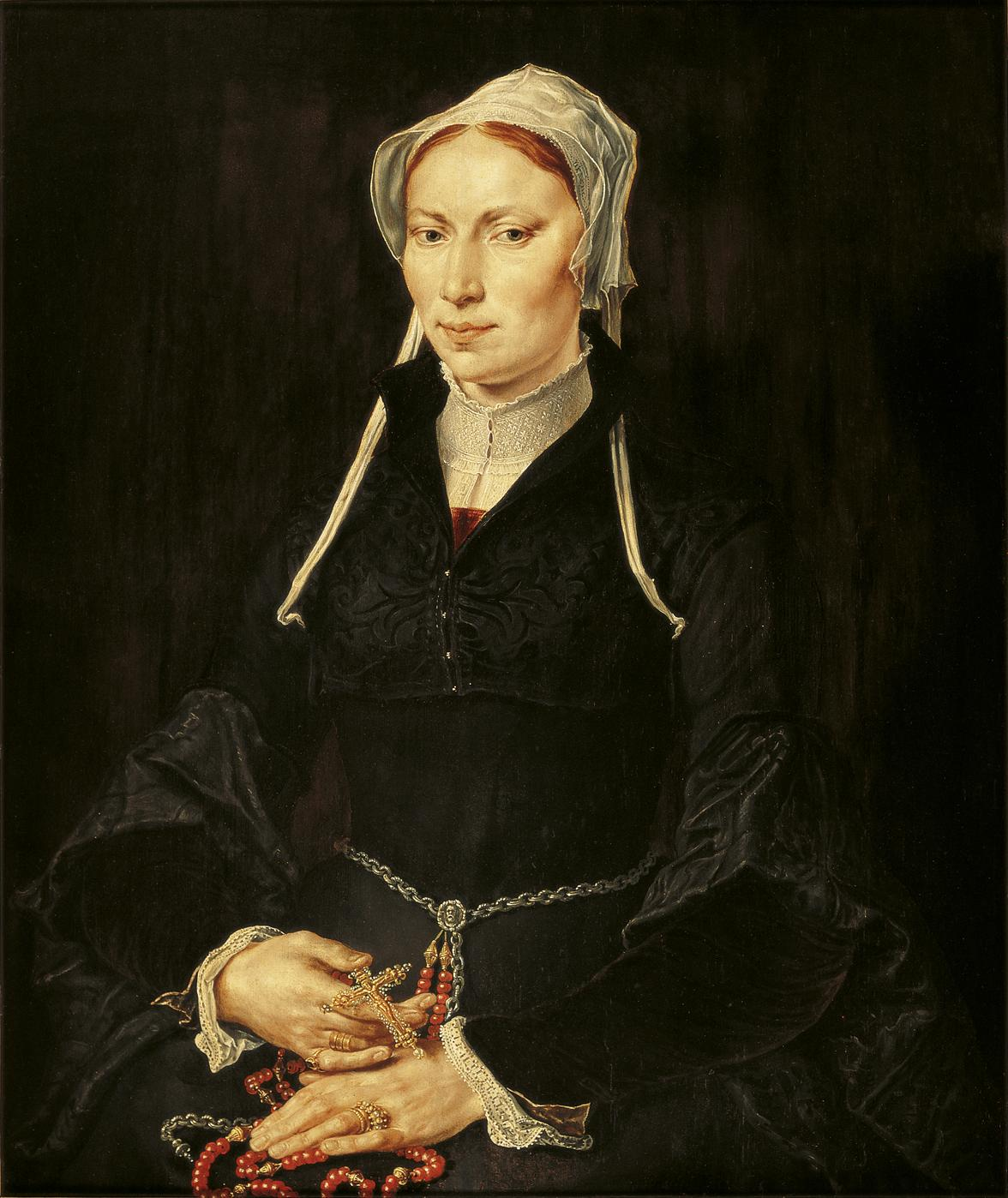
Мартен ван Гемскерк. «Гіллегонда Геррітс»
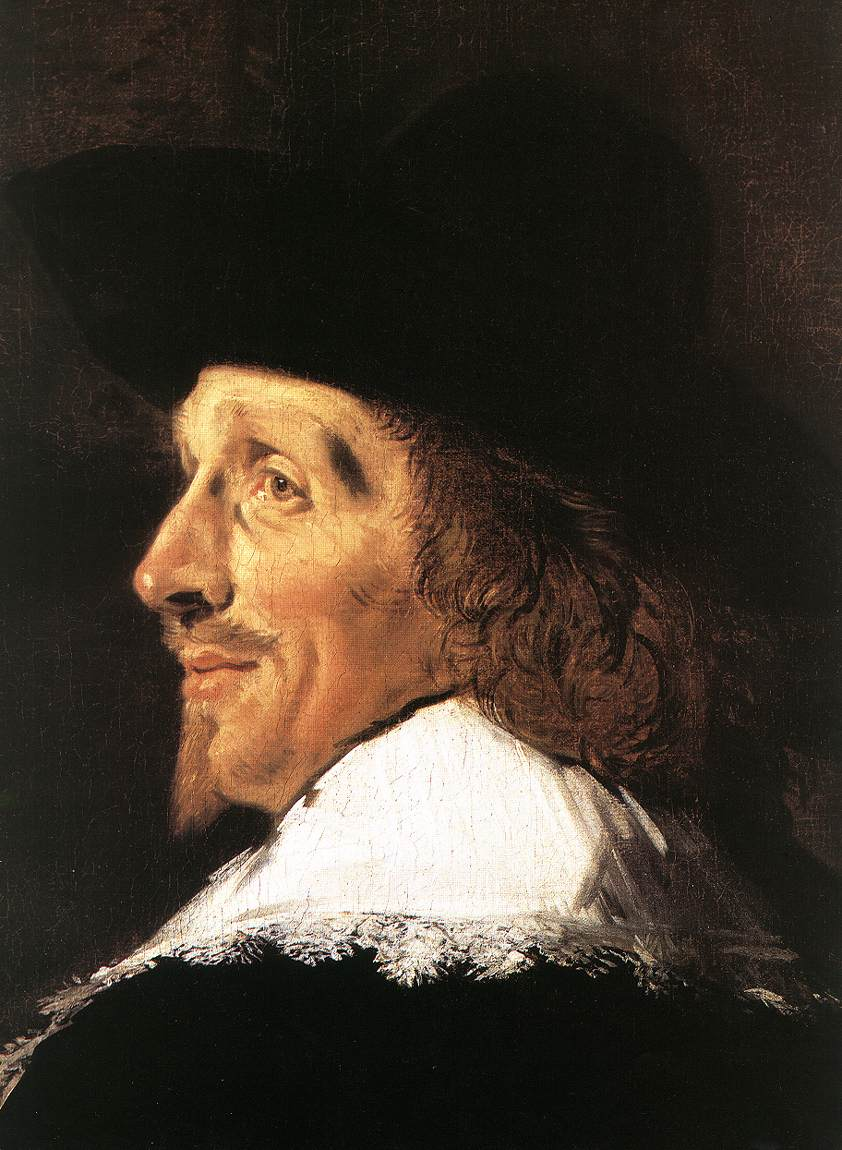
Франс Галс. «Регент лікарні Св. Єлизавети», фрагмент.

## Груповий портрет

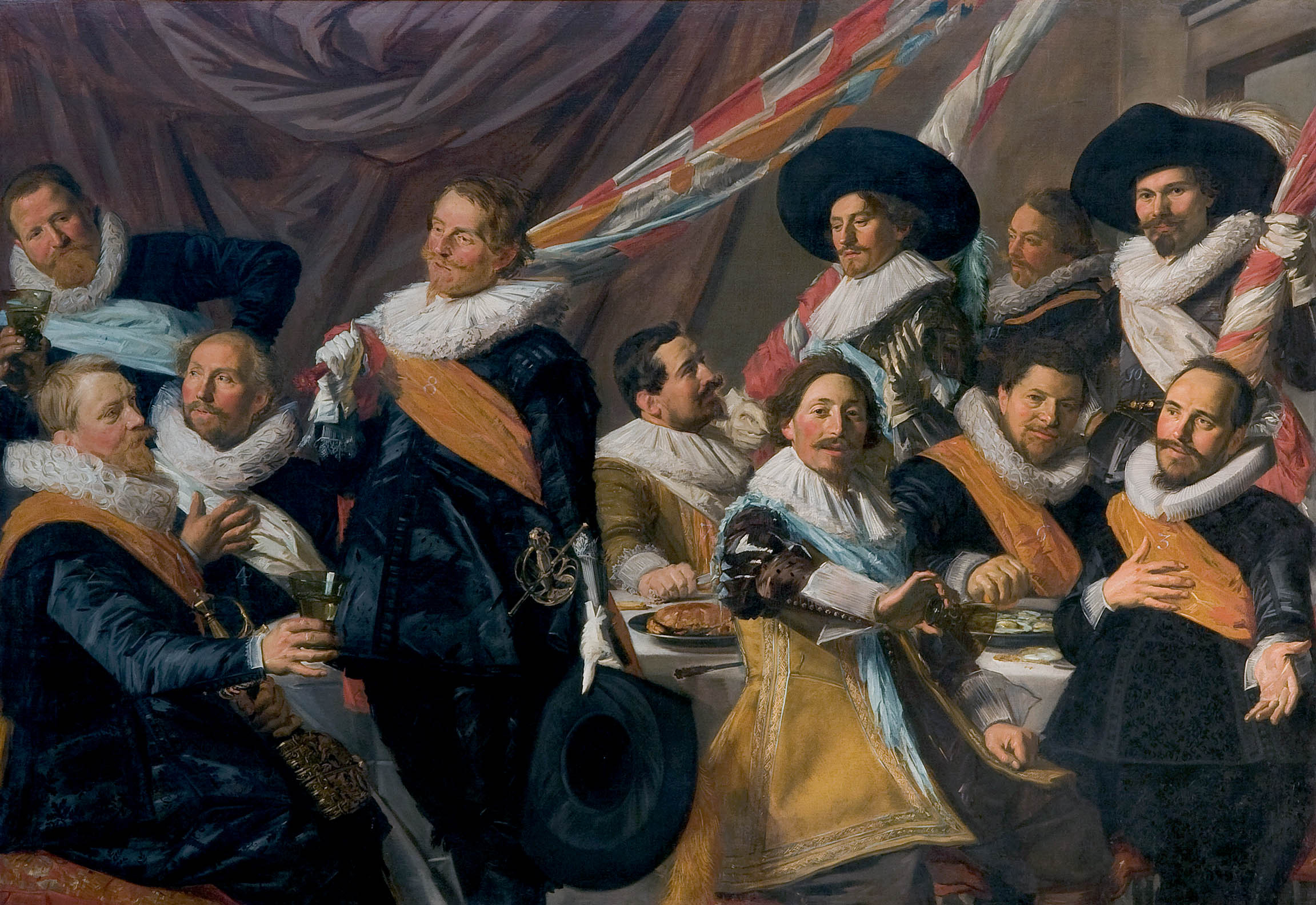
Франс Галс. «Бенкет офіцерів товариства Св. Георгія», 1627 р.
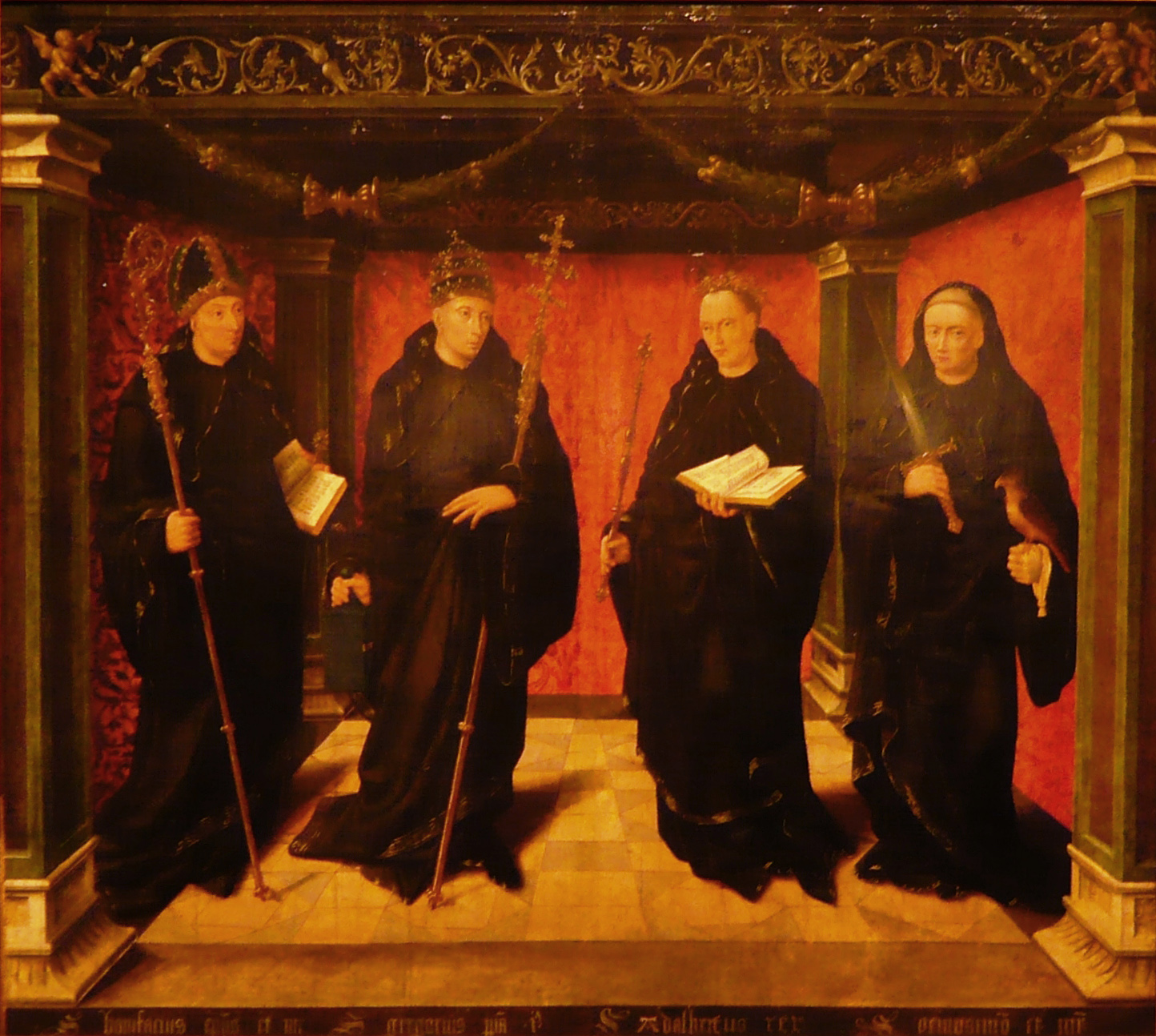
Три бенедиктинські святі та священик Єрун ван Нордвейк, 1530 р.
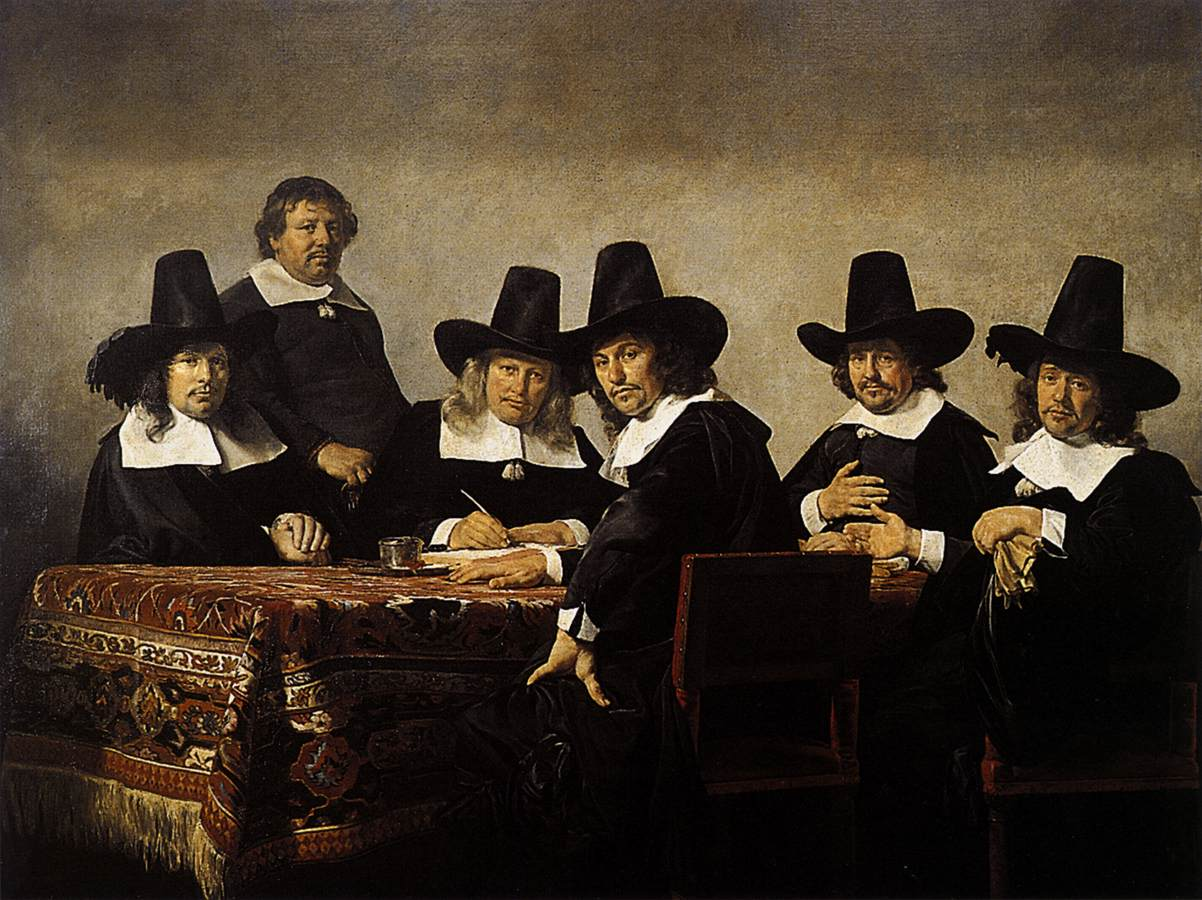
Ян де Брай. «Регенти прихистку для базпритульних дітей Гарлема»

## Історичні композиції і пейзажі

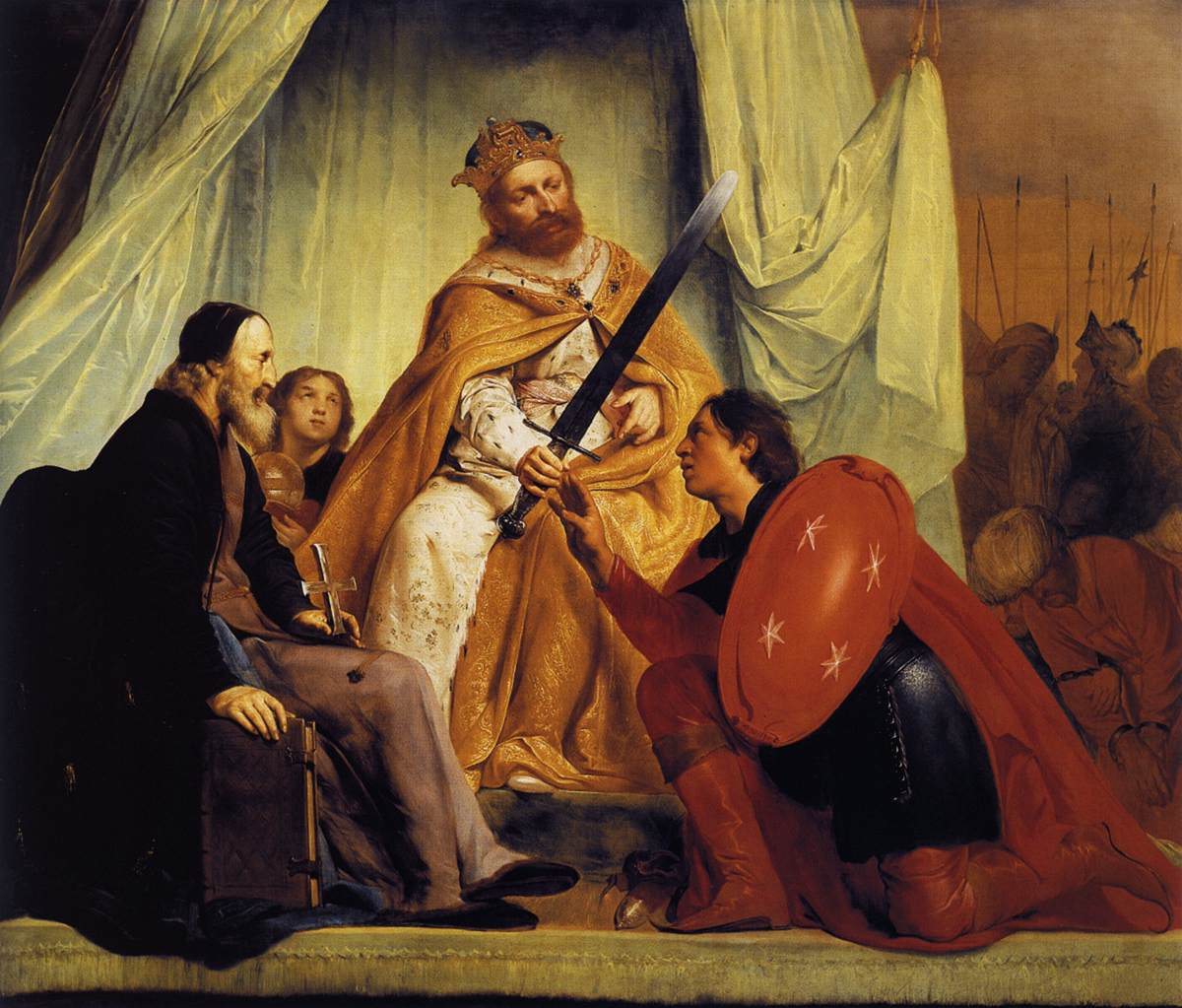
Пітер де Греббер. «Герб міста Гарлема»
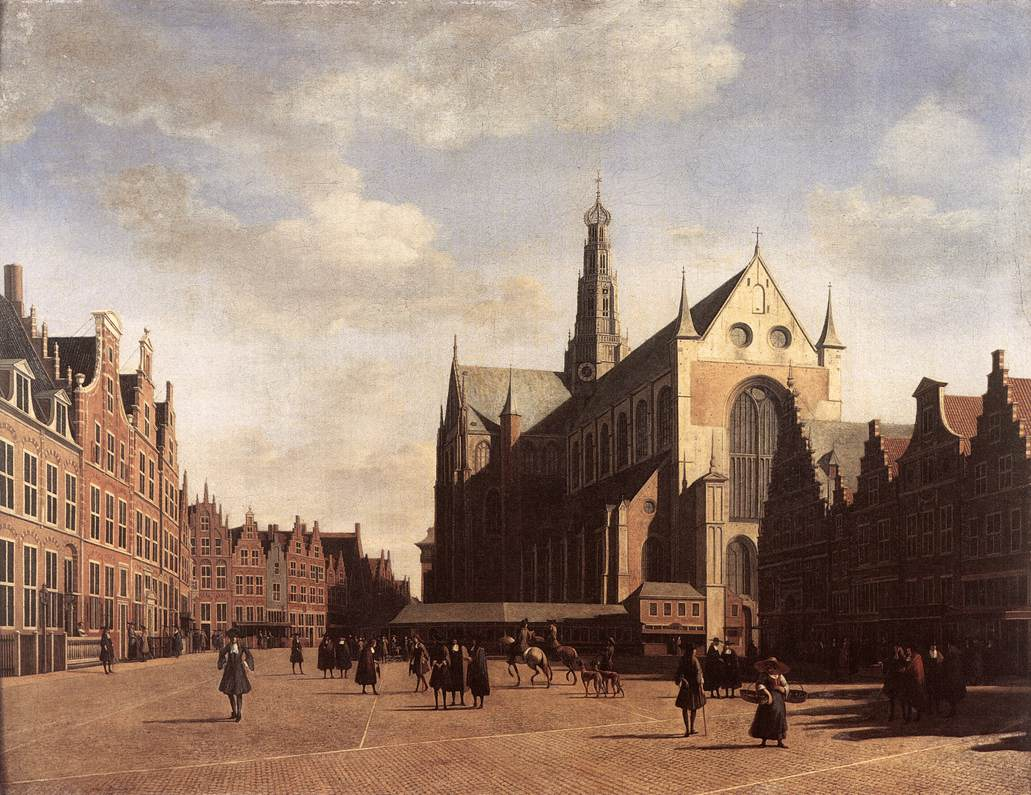
Ґерріт Адріансен Беркгейде. «Ринкова площа в Гарлемі»
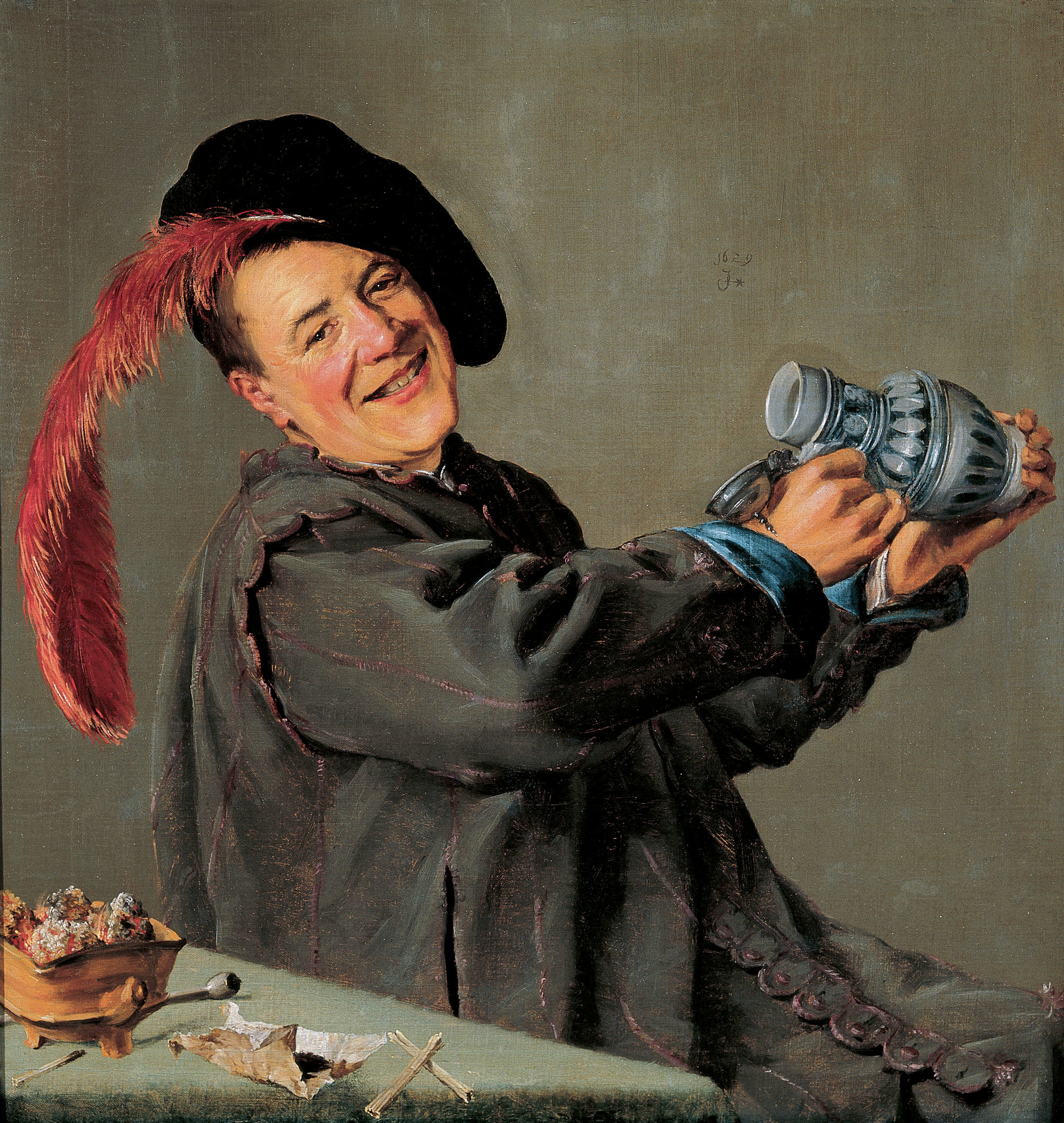
Юдіт Лейстер. «Пий до краплі»
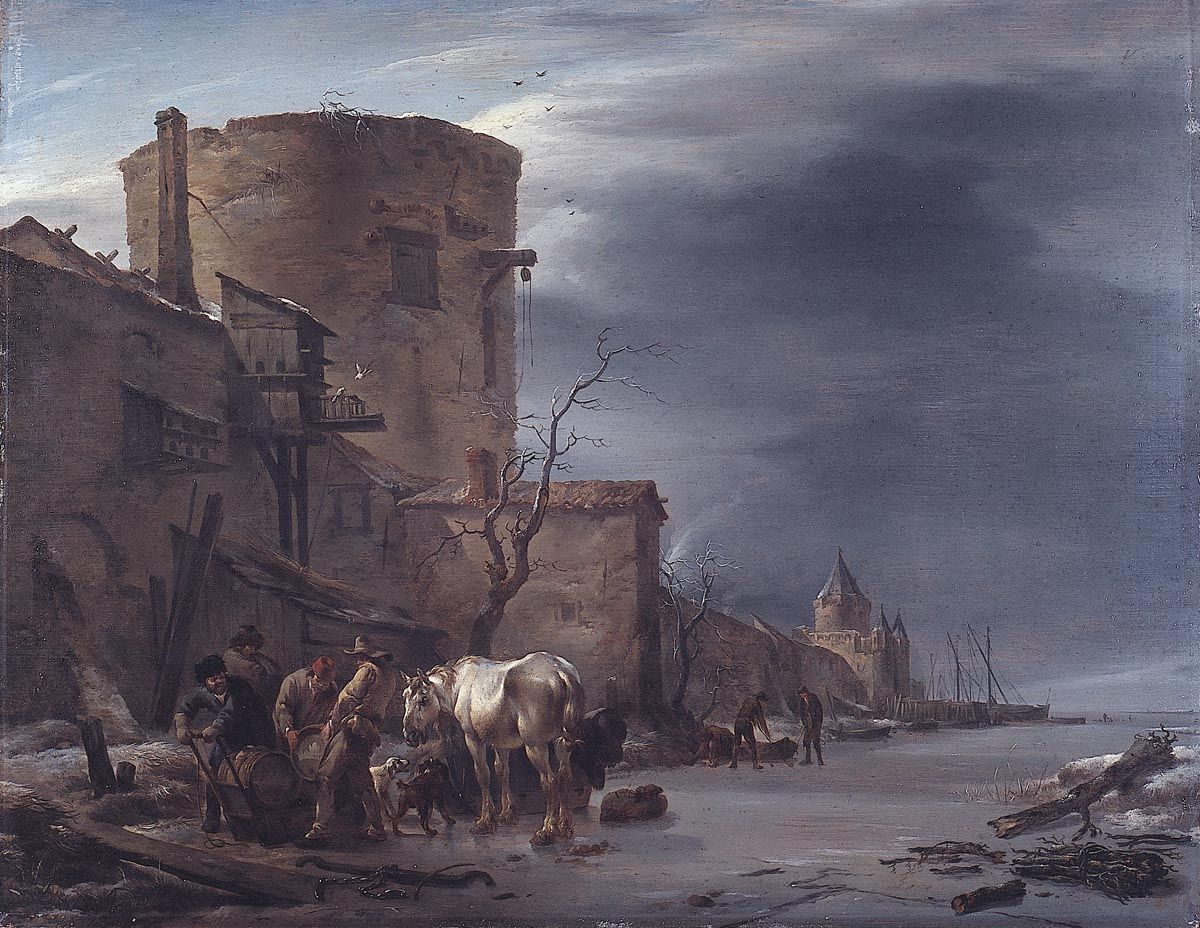
Ніколас Пітерс Берхем. Лід на каналі біля фортечних мурів, 1647 р.
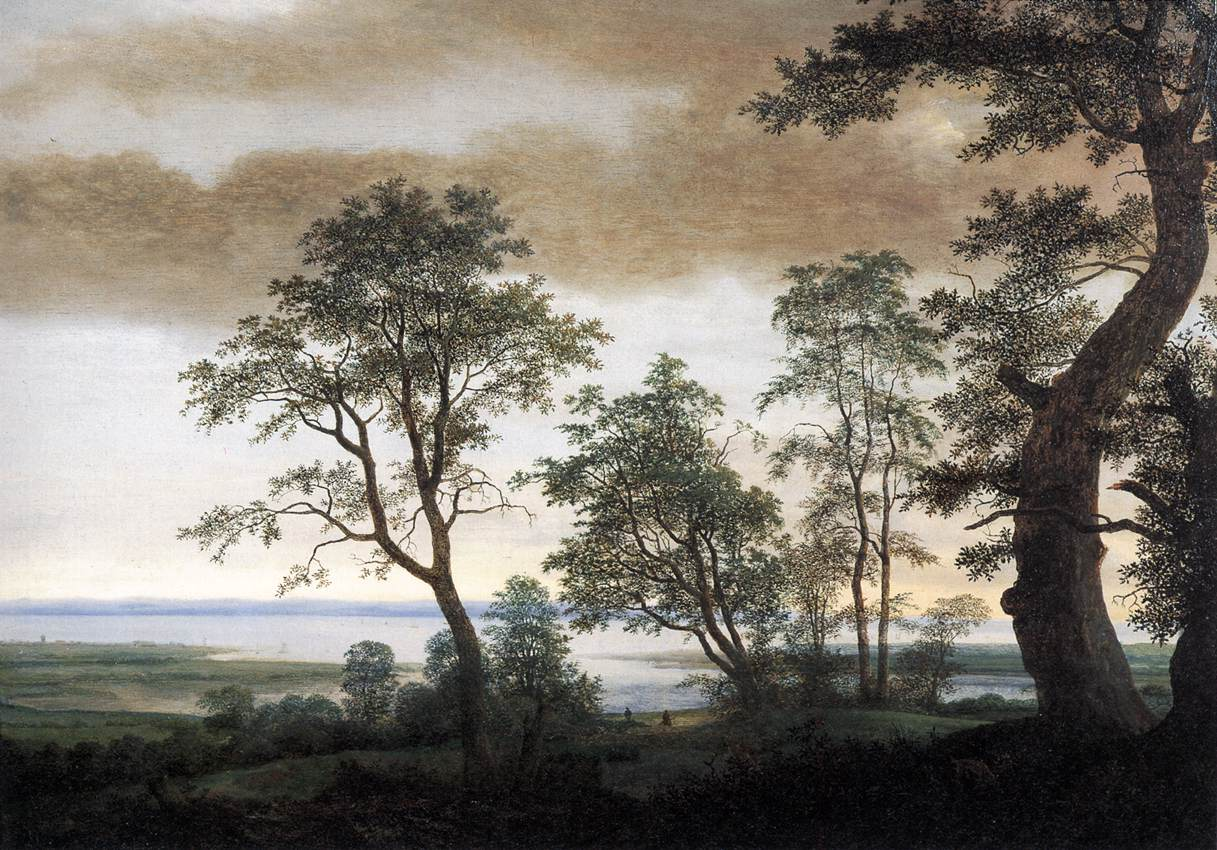
Корнеліс Гендрік Вром. «Краєвид», 1638 р.
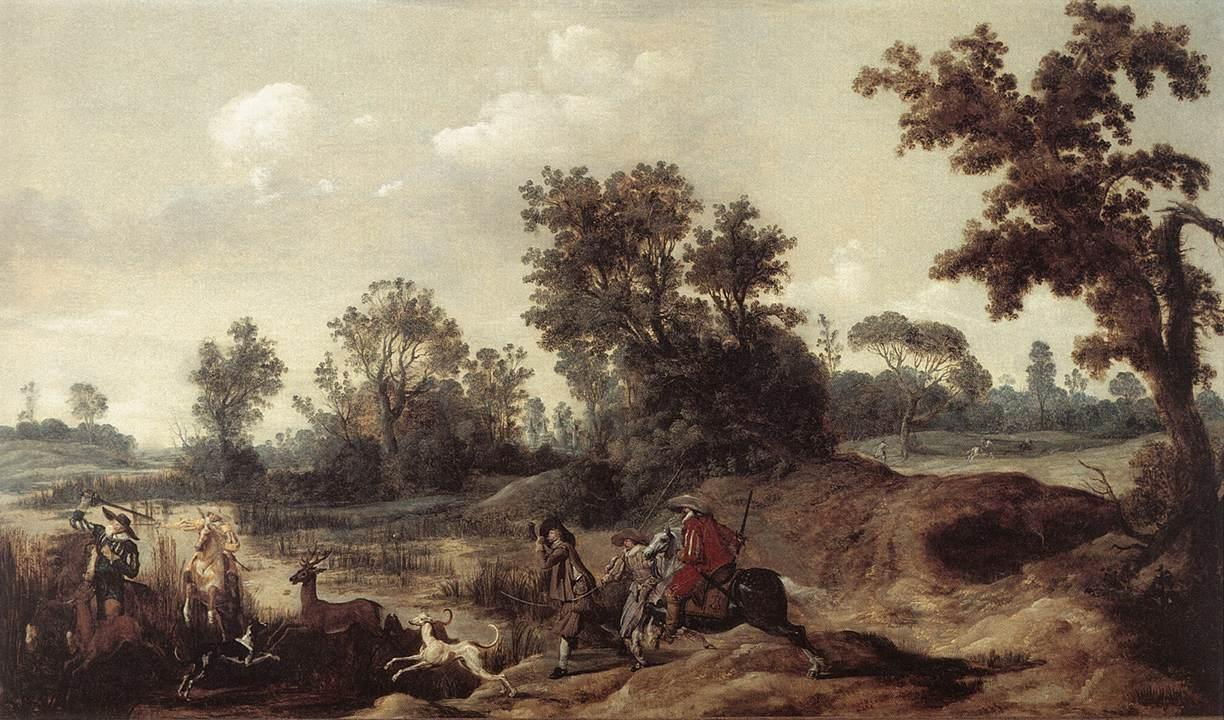
Герріт Клас Блекер. «Полювання в дюнах»
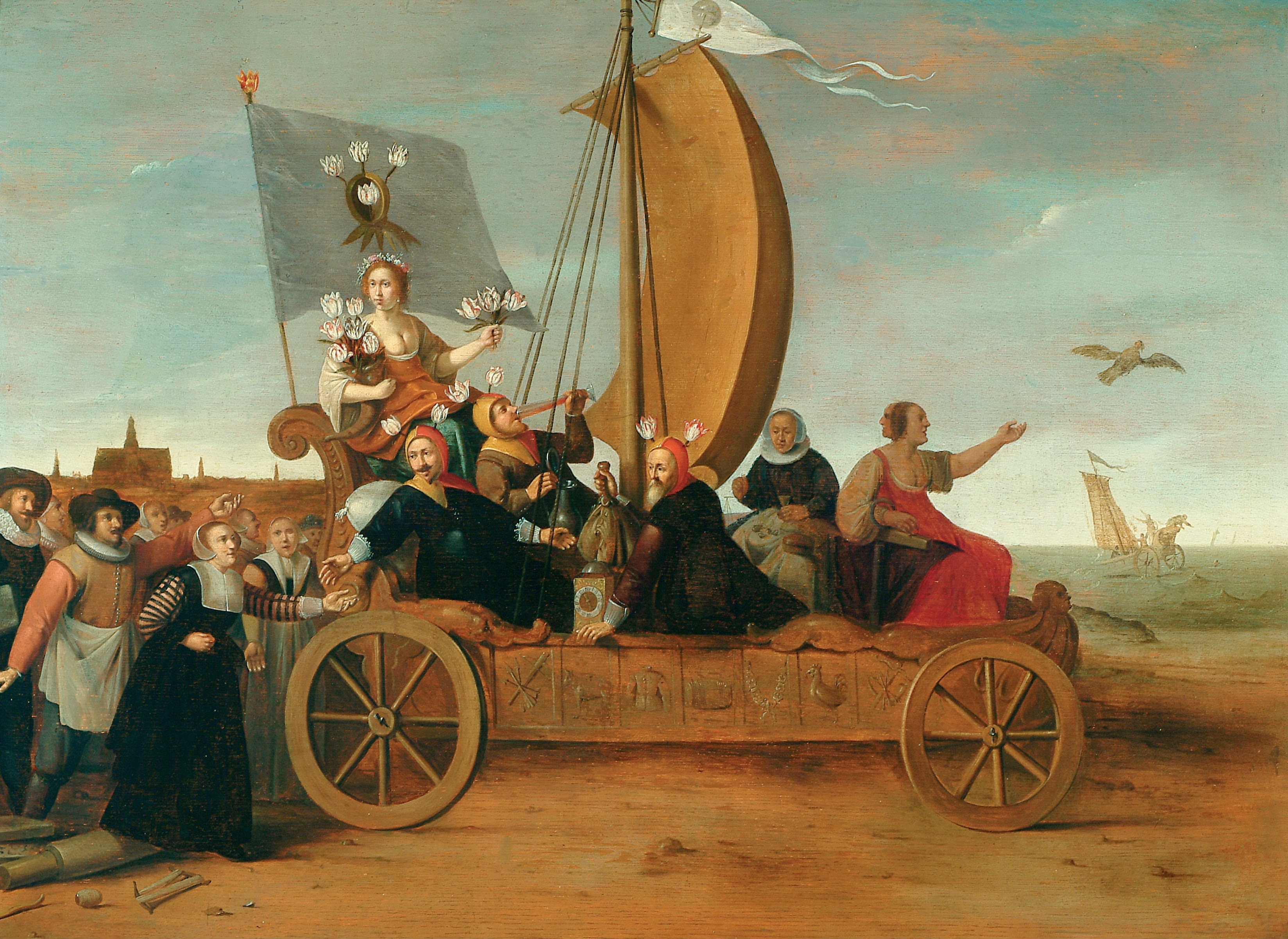
Алегорія «Скороминуща Весна»
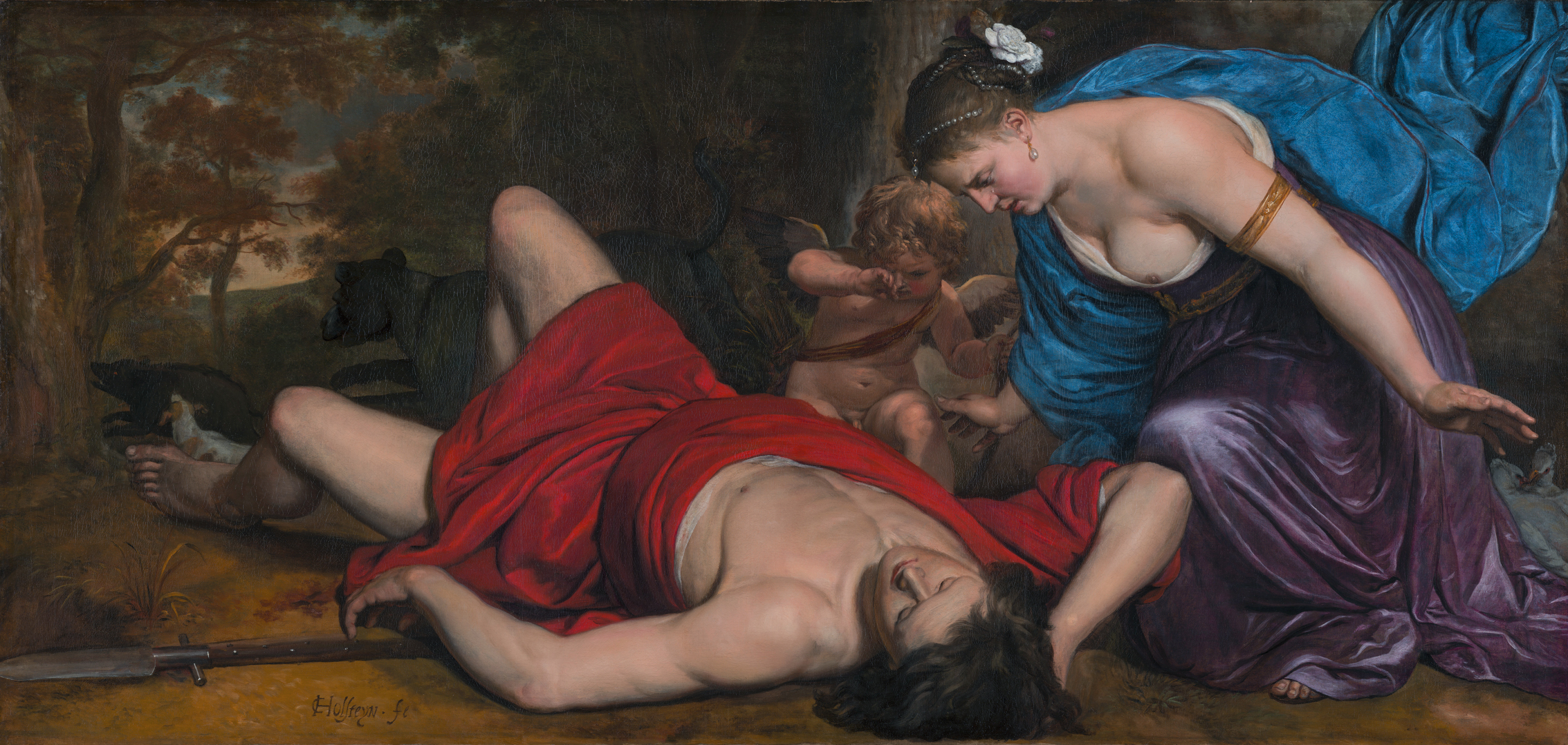
Корнеліс Голстейн. «Венера й Адоніс, що помирає», караваджизм. 1647 р.

## Побутовий жанр

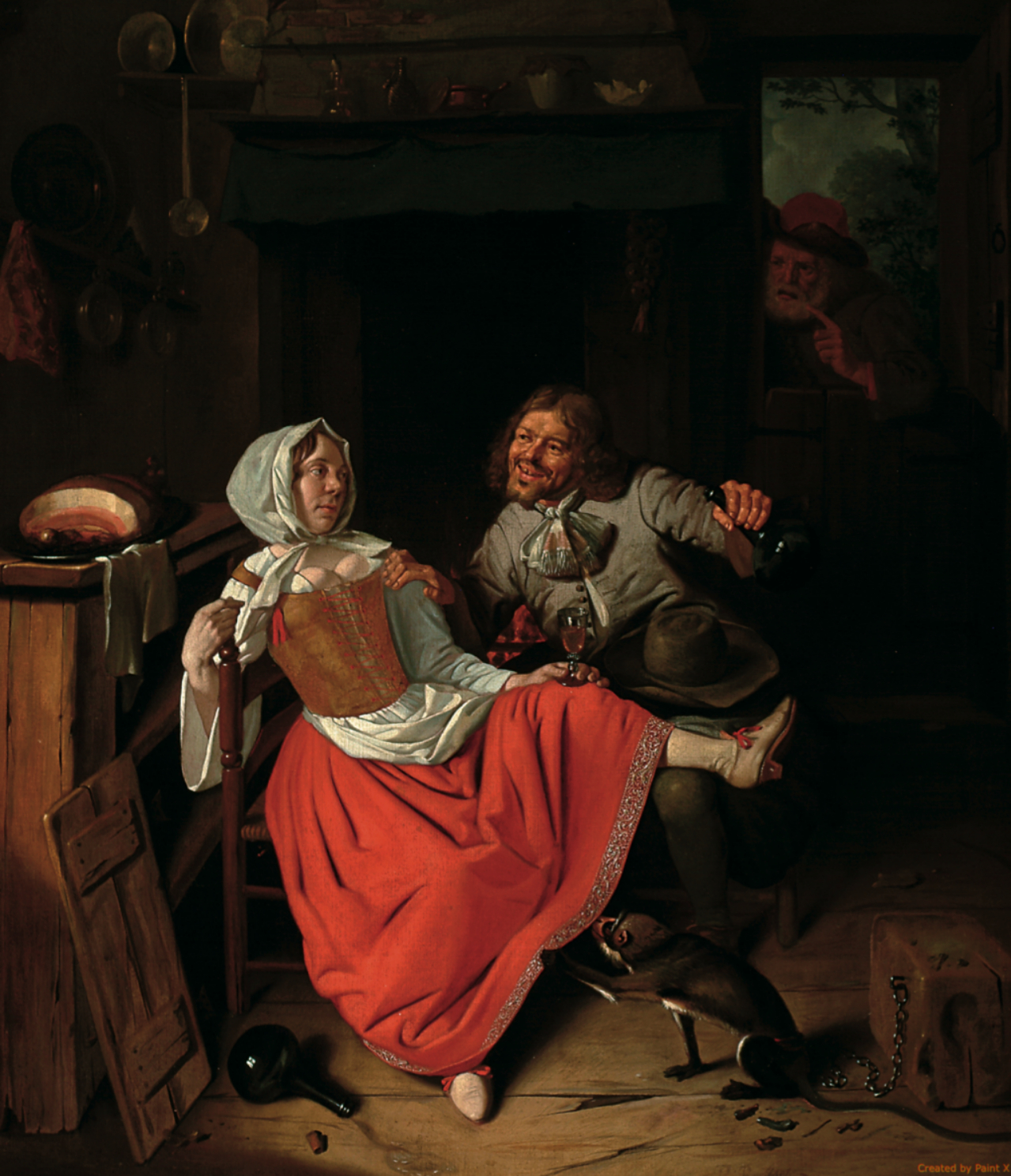
Пітер Рустратен. «Пересторога»
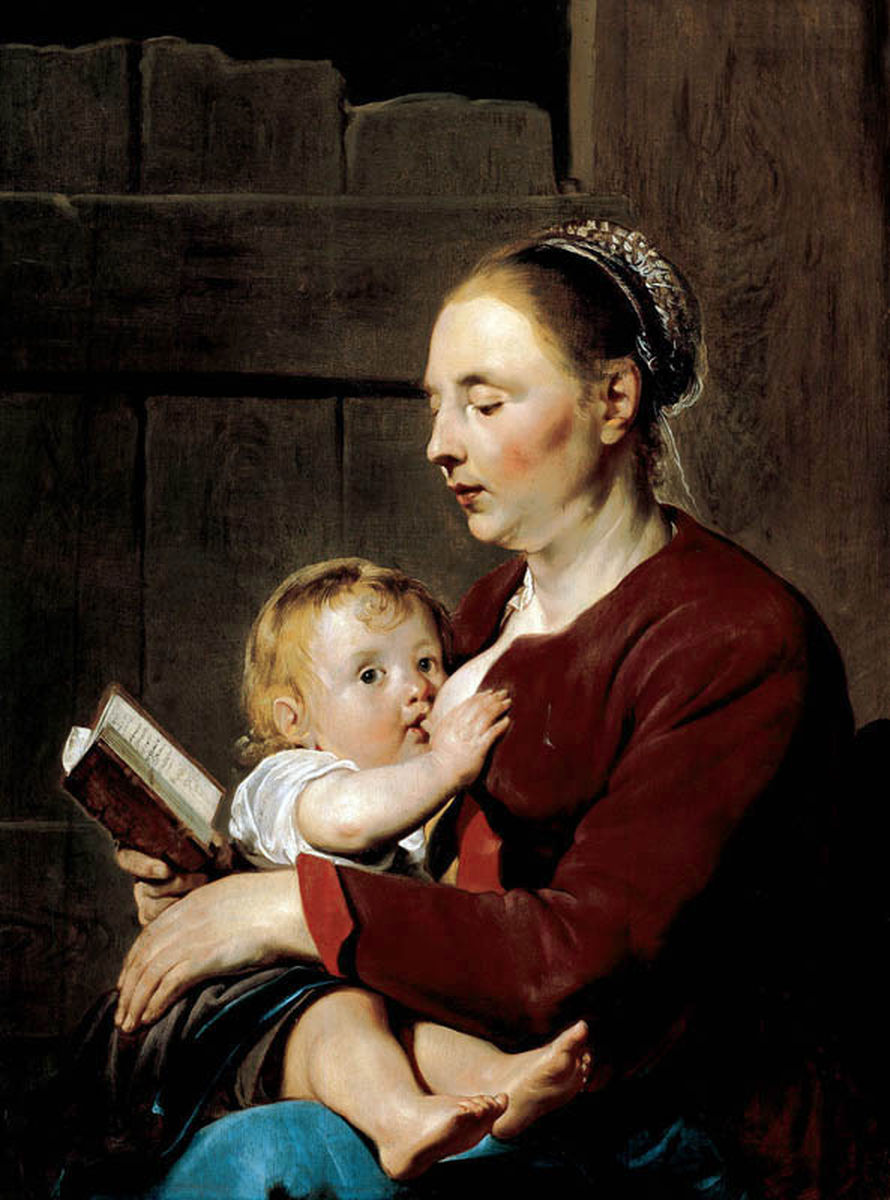
Пітер де Греббер. «Мати з дитиною та євангелієм». 1622 р.
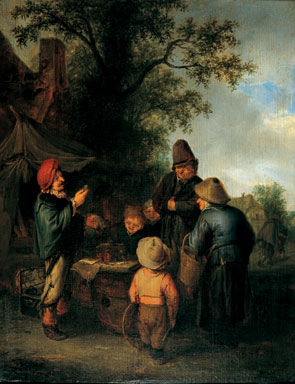
Адріан ван Остаде. «Шарлатан»
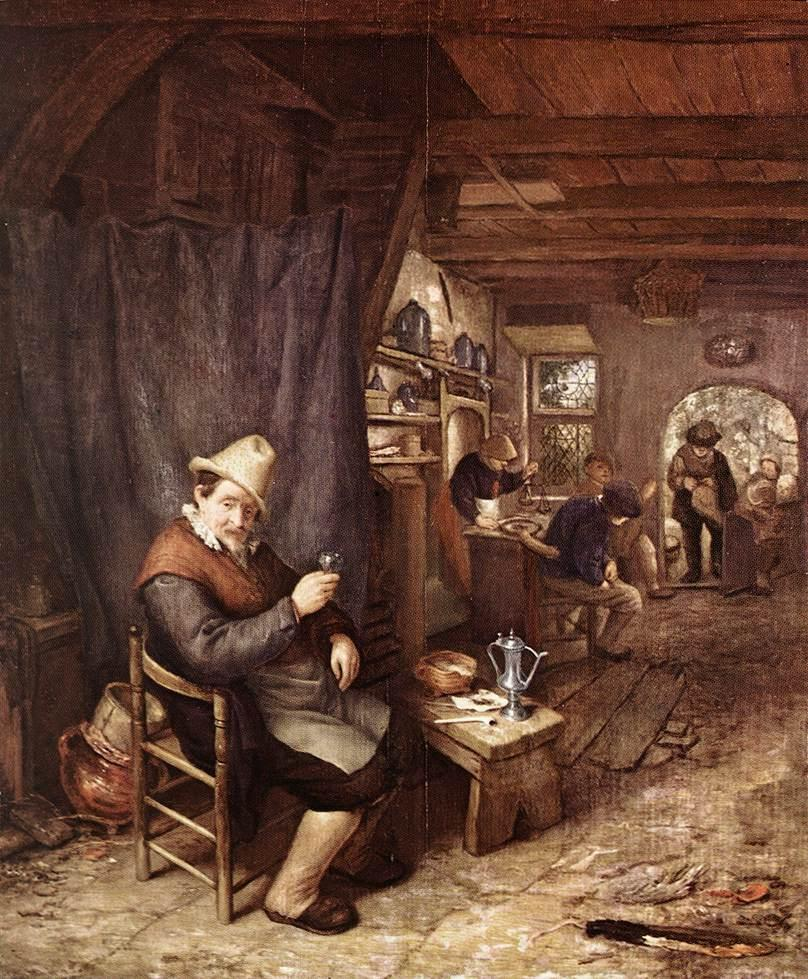
Адріан ван Остаде. «Селянин в корчмі», 1665 р.

## Портрети

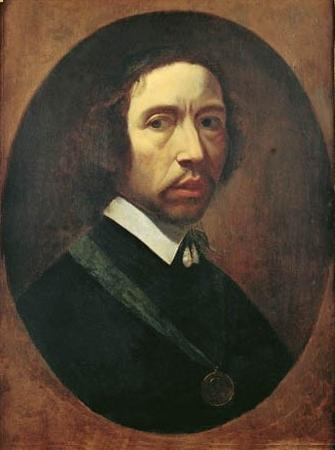
Йоб Беркгейде, «Автопортрет»
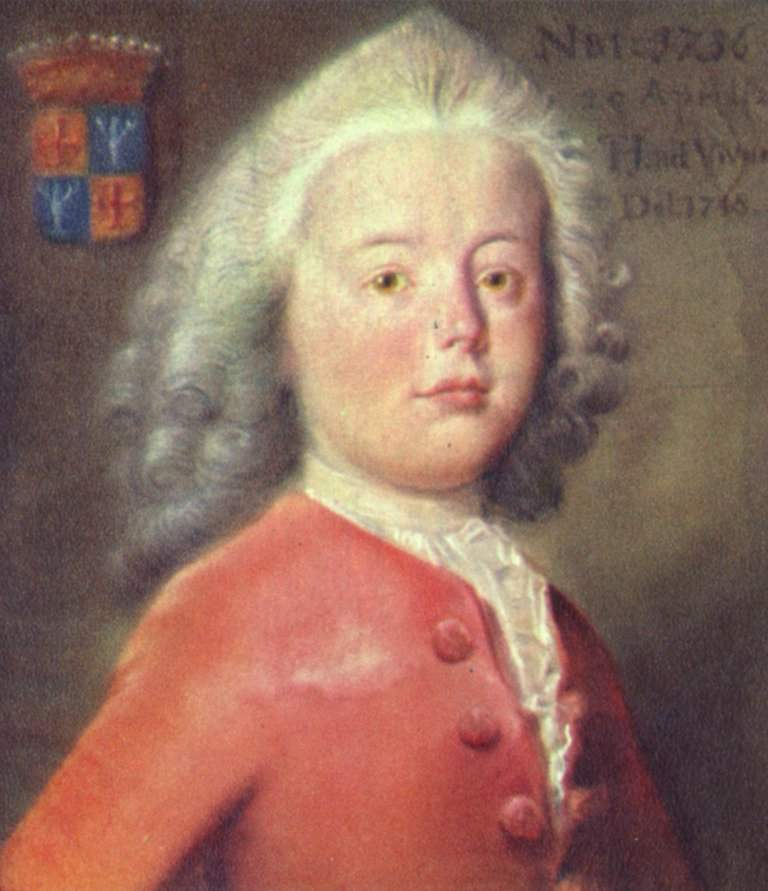
Тако Єлгерсма. «Альберт Фабріціус»
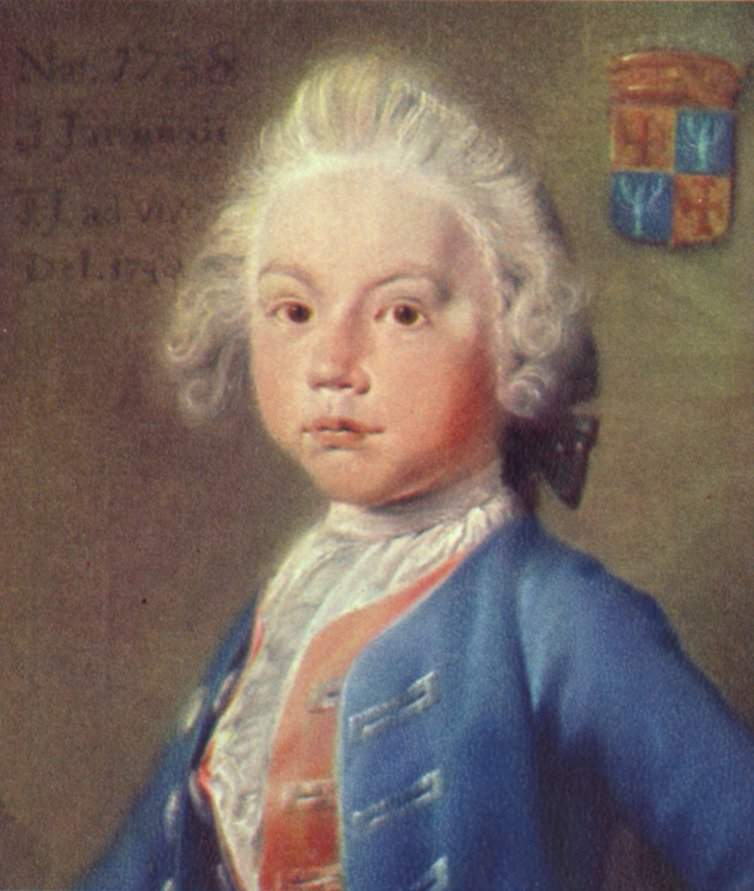
Тако Єлгерсма. «Гендрік Фабріціус у 10 років», доба рококо
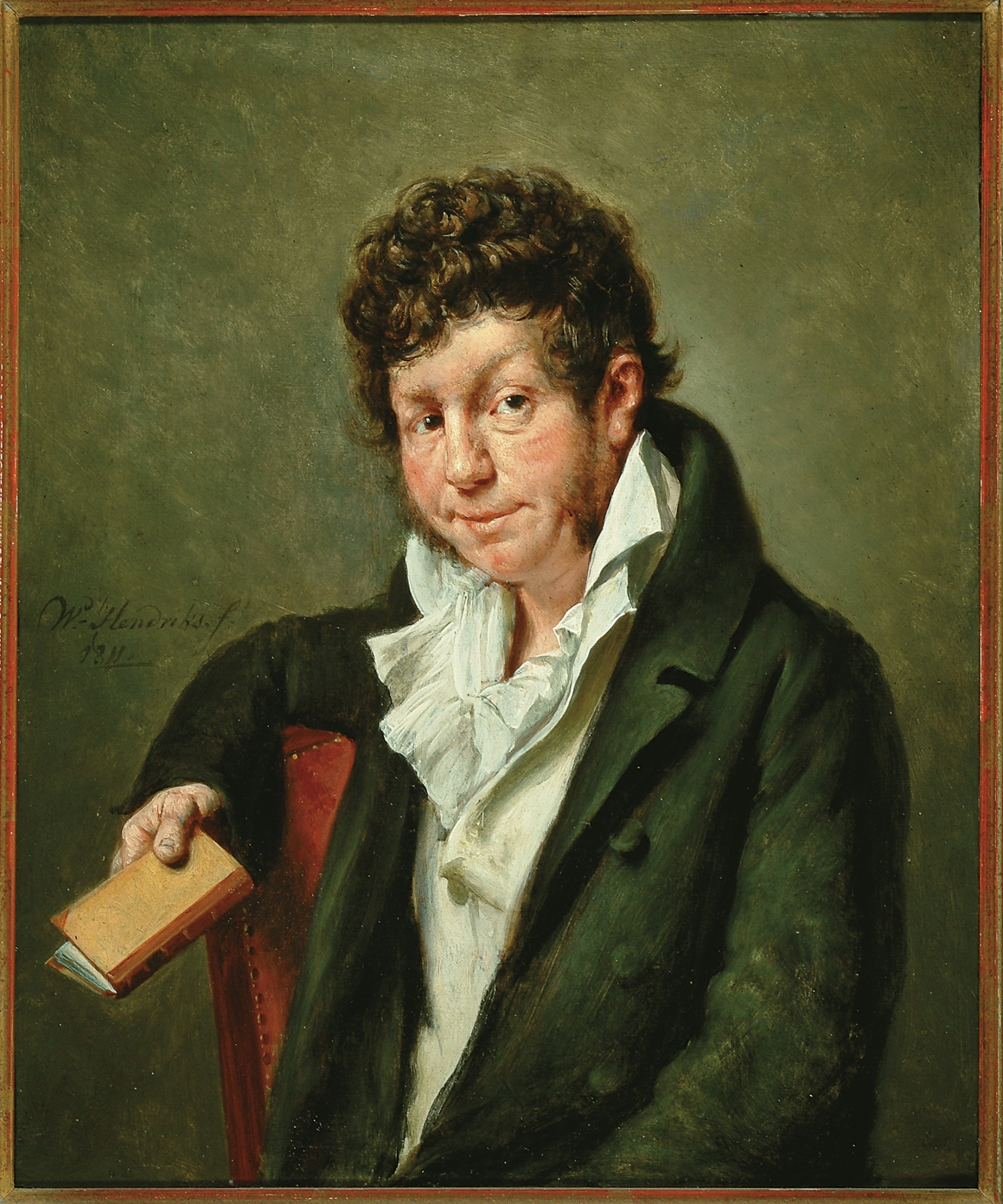
Адріан ван дер Вілліген. «Вейбранд Гендрікс», 1811 р.

## Натюрморти в колекції

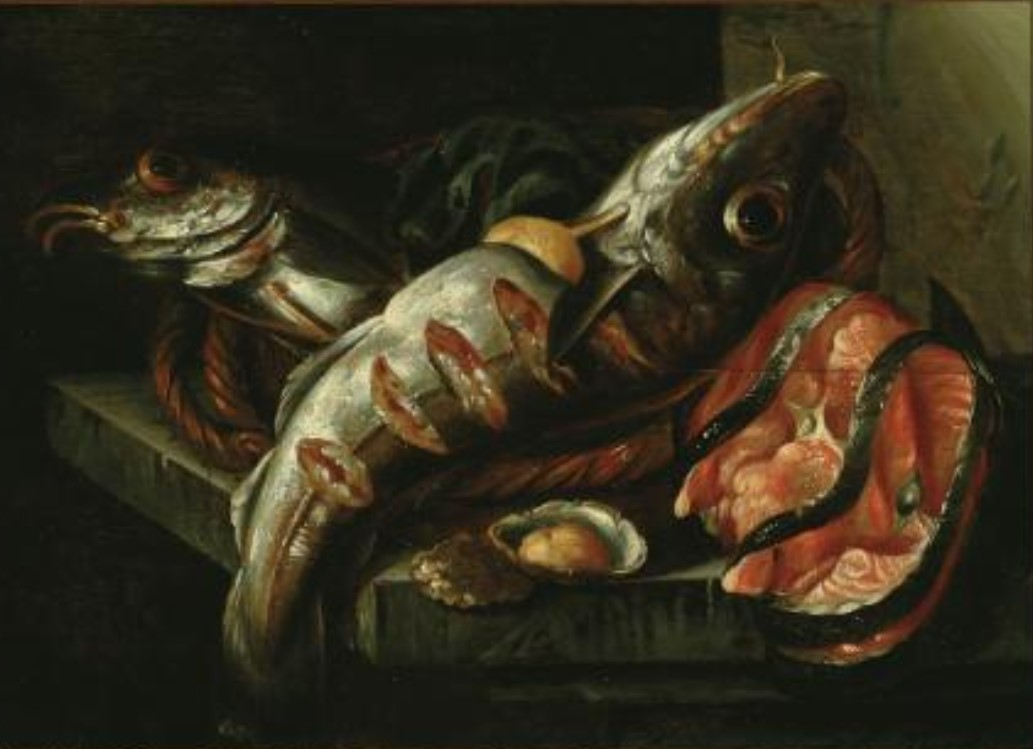
Ісаак ван Дуйнен. «Натюрморт з рибами»
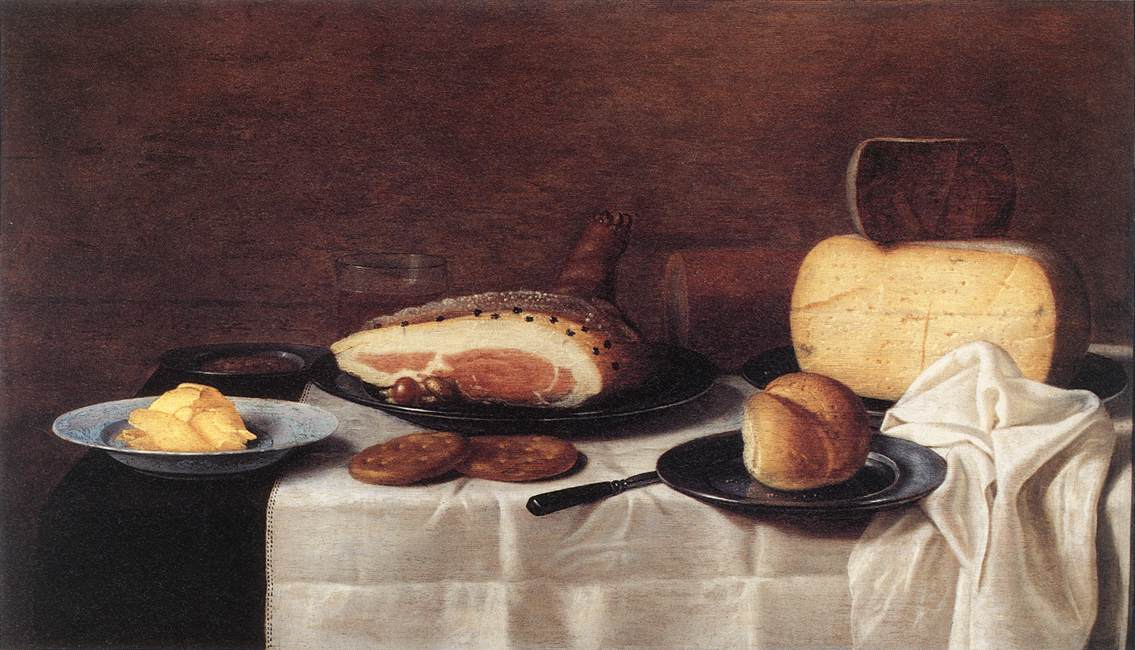
Флоріс ван Схотен. «Натюрморт з сиром та випічкою»
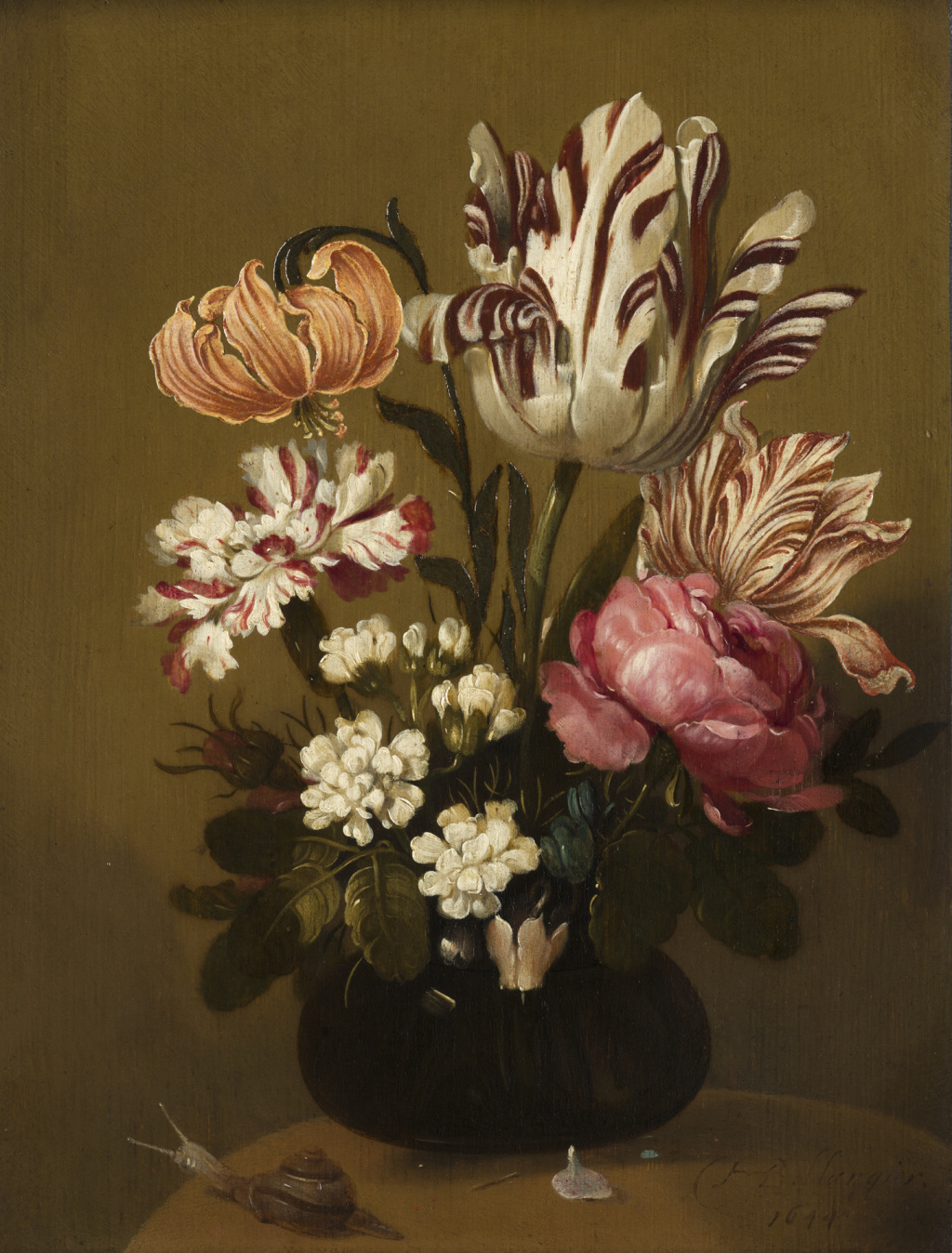
Франс Болонгір, «Квіти і равлик»
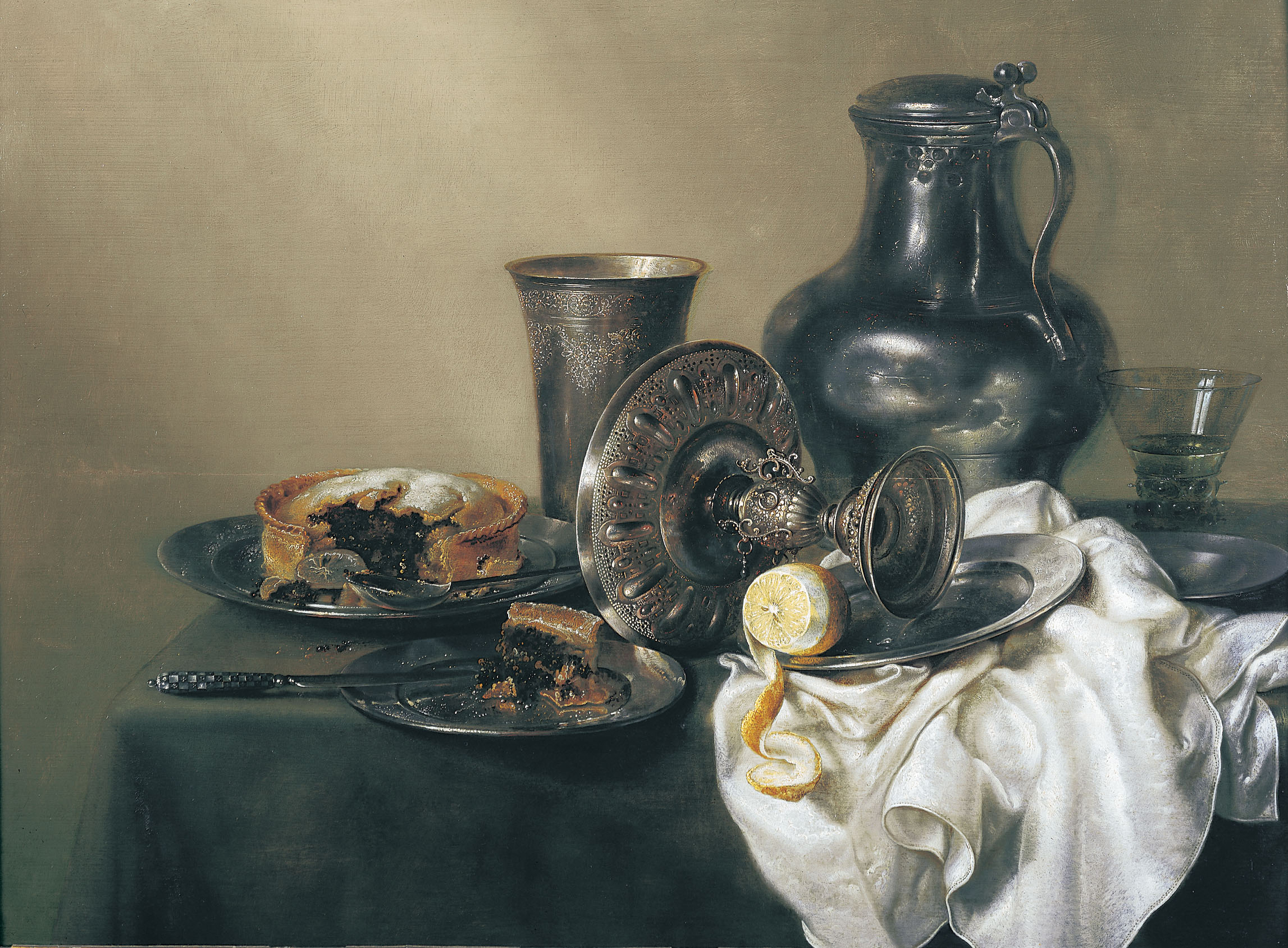
Віллем Клас Геда. «Натюрморт з пирогом і срібним посудом», 1640 р.